# Alien: Romulus
Pour les articles homonymes, voir Alien et  Romulus.
Série Alien
Alien: Covenant
(2017)
Pour plus de détails, voir Fiche technique et Distribution.
Alien: Romulus est un film de science-fiction horrifique américano-britannique écrit et réalisé par Fede Álvarez et sorti en 2024. Il s'agit du septième film de la franchise Alien et du premier film de la saga depuis le rachat de la Fox par Disney.
Produit par la société 20th Century Studios, ce nouveau chapitre se veut fidèle à l'œuvre originale de Ridley Scott, en reprenant une histoire à huis clos et une atmosphère plus angoissante que les précédents longs métrages qui eux tendent plus vers l'action, tandis que le réalisateur fait volontairement le choix de situer le film chronologiquement entre Alien, le huitième passager et Aliens, le retour. Álvarez fait dans un premier temps le choix artistique de se rapprocher de ces deux films mais reprend également certaines idées communes à toutes les autres œuvres de la franchise et leur rend hommage. Également, il modernise la franchise avec un casting de nouveaux et jeunes acteurs ainsi que des éléments totalement originaux dans l'histoire de la franchise.
Le film met en scène l'actrice Cailee Spaeny dans le rôle de Rain Carradine, nouvelle héroïne de la franchise qui succède à Sigourney Weaver (qui jouait Ellen Ripley) ou encore Noomi Rapace (Elizabeth Shaw dans Prometheus) et David Jonsson qui interprète le rôle de l'androïde Andy, le frère adoptif de Rain. Archie Renaux, Isabela Merced, Spike Fearn et Alieen Wu interprètent respectivement Tyler et Kay (qui sont frère et sœur), Bjorn (leur cousin) et Navarro, leur amie d'enfance.
L'intrigue se place en l'an 2142, soit une vingtaine d'années après les évènements survenus dans Alien, le huitième passager et 37 ans avant l'histoire de Aliens, le retour, et suit une bande de jeunes colons prêts à tout pour quitter la colonie dont ils font partie, en essayant d'utiliser le matériel présent dans une station spatiale qui semble être abandonnée, pour fuir vers une autre planète où ils rêvent d'habiter. A l'intérieur de la station, ils vont devoir faire face à la plus terrifiante des formes de vie dans l'espace : le Xénomorphe.
Le film, qui aura coûté 80 millions $, obtient 105 millions $ aux USA et plus de 350 millions à travers le monde. Avec 42 millions de dollars obtenus rien que pour son week-end d'ouverture en Amérique du Nord, il devient le meilleur démarrage de toute la carrière de Fede Álvarez et le second record d'ouverture de la franchise Alien derrière Prometheus. Avec un score de 80% de critiques positives sur Rotten Tomatoes, le film a reçu des critiques élogieuses et fait partie des meilleurs films de la franchise selon la presse. Le film se voit notamment être élu Meilleur film d'horreur aux Saturn Awards et obtient une nomination pour ses effets visuels aux Oscars. Son succès permet ainsi le développement d'une suite, qui sera également réalisée par Álvarez.

## Synopsis
9 février 2142. Un vaisseau automatisé appartenant à la compagnie Weyland-Yutani récupère un cocon dérivant dans l'espace au milieu des débris du vaisseau Nostromo. Ce morceau est ramené sur la station Renaissance et ouvert.
Mary Rain Carradine, orpheline de 25 ans, est une minière sur la colonie Jackson's Star appartenant à la compagnie Weyland-Yutani. La jeune femme est toujours accompagnée de l'androïde Andy, chargé par son père de veiller sur elle et d'agir comme s'il était son frère. Bien qu'elle ait effectué le nombre d'heures nécessaires pour partir définitivement de la colonie, la compagnie prétexte un nombre de travailleurs insuffisants pour lui imposer le doublement des heures dues par son contrat et l'obliger à rester encore 5 à 6 ans dans cet environnement aux conditions de vie hostiles. Contactée par Tyler, un autre mineur, elle le rejoint jusqu'à son vaisseau, le Corbelan IV, où elle trouve Kay, la sœur de Tyler, Bjorn, son cousin et Navarro, la petite amie de Bjorn. Tous sont comme Rain et veulent échapper à cette colonie qu'ils considèrent comme une prison. Ils rêvent de s'envoler vers une planète plus clémente, Yvaga III. Pendant qu'il travaillait dans l'espace, Tyler a reçu un signal provenant d'un vaisseau abandonné de Weyland, situé en orbite, dont les systèmes sont fonctionnels. Son plan est de récupérer et d'utiliser les chambres de stase pour hiberner le temps d'arriver vers Yvaga (le voyage a une durée de neuf ans), où ils pourraient enfin vivre convenablement. Pour cela, ils ont besoin d'Andy car en tant qu'androïde de Weyland, il a accès au système informatique mère de toutes les structures de la société. D'abord réticente à ce qui pourrait leur arriver s'ils se faisaient prendre, Rain finit par accepter.
Arrivés dans le champ d'astéroïdes de la colonie, le vaisseau s'avère être Renaissance, une station spatiale en perdition, divisée en deux compartiments, Romulus et Rémus. Andy, grâce à ses accès, entre, accompagné de Tyler et de Bjorn, mais leur joie est de courte durée quand ils comprennent que les chambres n'ont pas assez de carburant les maintenir en stase durant l'intégralité du trajet. Après avoir envoyé les chambres dans le Corbelan, les trois hommes décident de se rendre dans un espace de cryoconservation de la station pour trouver du carburant mais découvrent une scène de carnage avec un androïde coupé en deux. Tyler trouve du carburant dans une autre pièce, mais, en le retirant, provoque l'arrêt du système de congelation et la fermeture de la porte où il se fait piéger avec Bjorn et Andy. La température monte, et des organismes congelés qui se révèlent être des facehuggers, se libèrent et commencent à les attaquer. Kay, enceinte, reste sur le Corbelan, pendant que Rain et Navarro viennent porter secours à leurs amis. Rain réussit à récupérer la puce de commandement de l'androïde détruit qui contient les codes d'accès pour la donner à Andy, leur permettant de fuir, mais Navarro est attaquée par l'un des monstres, qui s'attache à son visage. Andy, boosté par la puce, remet en état l'androïde, baptisé Rook, pour tirer la situation au clair.
Rook leur apprend qu'il était l'un des scientifiques de la station et que son équipe avait récupéré un organisme extraterrestre, le xénomorphe, dans les débris du cargo spatial Nostromo. La créature était entrée en hibernation quand elle était dans le vide spatial après s'être fait expulser vingt ans plus tôt par la dernière survivante du Nostromo, Ellen Ripley. Malheureusement, peu après leur découverte, la créature s'était libérée, provoquant la mort de l'équipage de la station. Rook leur explique que Navarro a été infectée et qu'elle n'a aucune chance d'être sauvée, provoquant la panique dans le groupe. Bjorn s'enfuit avec elle dans le Corbelan, abandonnant au passage leurs amis, mais il est trop tard : sa petite amie meurt, tuée par le chestburster qui émerge de son thorax puis s'enfuit. Leur vaisseau s'écrase dans la baie de cargaison de Romulus.
Le choc provoque le décalage de la station qui menace de s'écraser dans l'anneau de la planète beaucoup plus tôt que prévu. Face à l'urgence de la situation, Tyler, Rain et Andy décident de rejoindre le Corbelan mais doivent passer par un sas rempli de facehuggers. De leur côté, Bjorn et Kay découvrent que la créature a formé un cocon pour se transformer. Le jeune homme, fou de rage, cherchant à protéger sa cousine et à se venger, tente de le détruire mais se fait tuer par l'acide qui en sort, et un xénomorphe en émerge. Kay réussit à s'enfuir mais se retrouve bloquée par une porte. De l'autre côté, Tyler et Rain implorent Andy de la déverrouiller, ce que l'androïde refuse de faire, expliquant que l'Alien n'attend que cela pour entrer. Kay est finalement blessée et emmenée par la créature. Rain comprend alors que la puce a changé la directive d'Andy qui doit maintenant obéir aux ordres de la compagnie Weyland. Suivant ses nouveaux ordres, l'androïde les emmène jusqu'au laboratoire de Rook. En analysant le sang de l'Alien lors de ses expériences, Rook a notamment découvert que l'ADN du monstre (qui a également permis de reconstituer les facehuggers présents sur la station) lui permettait d'évoluer pour s'adapter à n'importe quel environnement. Le sérum basé sur le xénomorphe qu'il a mis au point permettrait ainsi à l'espèce humaine d'accomplir son rêve de coloniser l'espace sans être limitée par l'évolution naturelle. Suivant les ordres de Rook, Andy récupère le sérum contenu dans plusieurs seringues, puis promet aux humains qu'il les aidera à s'échapper pendant qu'il confiera le sérum de Rook à Weyland.
Équipés de fusils mitrailleurs, Rain et Tyler s'enfoncent dans un corridor que les aliens ont progressivement transformé en ruche et où ils retrouvent Kay, mal en point. Pour la sauver, Tyler est prêt à lui injecter le sérum, mais Rain refuse, ne sachant pas ce qui se passera. Le temps que l'ascenseur arrive pour les récupérer, Tyler sauve Rain en se faisant empaler à sa place par la queue d'un Alien, avant d'être emmené vers la ruche et tué. Andy est mis hors service pendant que les deux jeunes femmes prennent place à bord du monte-charge. Rain, prise de remords, laisse Kay seule près du Corbelan, et part chercher Andy. Utilisant habilement la gravité zéro de la station, Rain et l'androïde, redevenu normal, se fraient un chemin jusqu'au Corbelan quelques secondes avant que la station plonge dans les anneaux et se désintègre. Désormais hors de danger et prête à entrer en stase, Rain constate que la capsule de Kay a un problème. Pendant le laps de temps où elle était seule, la jeune femme a pris le sérum de Rook pour se remettre sur pied et accouche d'un œuf. Un bébé en émerge et devient rapidement un adulte mi-humain mi-alien qui tue sa propre mère. Andy tente de s'interposer, mais est, à son tour, grièvement endommagé. Rain finit par tuer la créature en détachant la soute du Corbelan.
Une fois revenue à bord du vaisseau, elle enregistre quelques mots dans le journal de bord avant de s'endormir, espérant atteindre la planète Yvaga, que ses amis et elle souhaitaient atteindre.

## Personnages
- Rain : jeune femme orpheline de 25 ans travaillant pour la société Weyland-Yutani, comme apparemment tous les colons présents sur Jackson's Star, elle cherche désespérément à gagner sa place hors du monde, à Yvaga, un endroit bien plus hospitalier et non géré par la compagnie. Rain est dévastée lorsque, au moment où elle aurait dû obtenir son permis de transit hors du monde, la société change les règles et que le coût est hors de portée, la condamnant à de nouvelles années de dur labeur sous des cieux sans soleil[1],[2].
- Andy : un modèle d'androïde moins fonctionnel programmé par le père de Rain pour s'occuper d'elle après son décès[1].
- Tyler : il est un antihéros et ex petit ami de Rain. C'est lui qui fait embarquer l'équipe à bord du vaisseau Corbelan et qui a l'idée de monter à bord de la station Renaissance de la Weyland-Yutani, apparemment abandonnée, et d'y voler ses chambres d'hypersommeil exclusives, permettant aux jeunes de voyager vers des avenirs plus radieux hors du contrôle de l'entreprise[1],[2].
- Kay : elle est la sœur de Tyler, la plus jeune du groupe[3], qui est secrètement enceinte. Elle est décrite comme « gentille »[1]. Selon son interprète, Kay est probablement la plus innocente et la plus pure de par son âge[3].
- Bjorn : le cousin de Tyler et Kay qui déteste les androïdes car l'un d'eux a tué sa mère[1]. Cette haine le rend antipathique et agressif, mais il cherchera à sauver ses proches[4].
- Navarro : c'est la talentueuse pilote du groupe qui se retrouve très vite attaquée par un facehugger et infectée par ce dernier d'un embryon de xénomorphe[1],[5].

## Fiche technique
Sauf indication contraire, les informations mentionnées dans cette section peuvent être confirmées par les bases de données cinématographiques IMDb et Allociné,  présentes dans la section « Liens externes ».
- Titre original : Alien: Romulus
- Réalisation : Fede Álvarez
- Scénario : Fede Álvarez et Rodo Sayagues, d'après les personnages créés par Dan O'Bannon et Ronald Shusett
- Musique : Benjamin Wallfisch
- Direction artistique : Monica Alberte, Miklós Hatvani-Deàk, Shira Hockman, Biljana Jovanovic, Hazel Keane, Dave Kellom, Adam O'Neill, Annamária Orosz, Matt Sims et Justin Warburton-Brown
- Décors : Naaman Marshall
- Costumes : Carlos Rosario
- Photographie : Galo Olivares
- Montage : Jake Roberts
- Production : Michael A. Pruss et Ridley Scott
- Production déléguée : Elizabeth Cantillon, Tom Moran et Brent O'Connor
- Sociétés de production : 20th Century Studios et Scott Free Productions
- Société de distribution : 20th Century Studios
- Pays de production :  États-Unis,  Royaume-Uni
- Langue originale : anglais
- Format : couleur — son Dolby Atmos
- Genre : science-fiction, horreur
- Durée : 119 minutes
- Dates de sortie :
  - Belgique[6], France[7], Suisse romande[8] : 14 août 2024
  - États-Unis, Québec[9], Royaume-Uni : 16 août 2024
- Classification :
  -  États-Unis : R (for strong bloody violence and language)
  -  France : interdit aux moins de 12 ans[10]
  -  Québec : 13 ans et plus (13+ / 13 years and over)
  -  Royaume-Uni : interdit aux moins de 15 ans (15 - Suitable only for 15 years and over)
  -  Suisse romande : interdit aux moins de 16 ans
  -  Belgique : potentiellement préjudiciable jusqu'à 16 ans (KNT/ENA : Kinderen Niet Toegelaten  / Enfants Non Admis)

## Distribution
- Cailee Spaeny (VF : Marion Gress ; VQ : Célia Gouin-Arsenault) : Mary Rain Carradine
- David Jonsson (VF : Geoffrey Loval ; VQ : Lyndz Dantiste) : Andy
- Archie Renaux (VF : Martin Faliu ; VQ : Alexandre Bacon) : Tyler Harrison
- Isabela Merced (VF : Claire Baradat ; VQ : Ludivine Reding) : Kay Harrison
- Spike Fearn (en) (VF : Cyril Descours ; VQ : Xiao Yi Hernan) : Bjorn
- Aileen Wu (VF : Geneviève Doang ; VQ : Léa Roy) : Navarro
- Daniel Betts (VF : Philippe Vincent) : Rook (visage de Ian Holm)
- Trevor Newlin :   le xénomorphe
- Robert Bobroczkyi : Offspring (humain-xénomorphe)
- Rosie Ede : officier de Weyland-Yutani

 Source et légende : version française (VF) sur RS Doublage et carton cinématographique du doublage français ; version québécoise (VQ) sur Doublage.qc.ca
Rook, un officier scientifique androïde à bord du Romulus, est interprété par Daniel Betts, tandis que son apparence physique est basée sur la ressemblance du défunt Ian Holm, qui a interprété Ash dans le film original. Après avoir obtenu la permission de la succession de Holm, la production se sert d'une tête et d’un torse animatronique basés sur un headscan de Ian Holm réalisé par la société d'effets spéciaux Legacy Effects pendant la production de la trilogie cinématographique originale du Seigneur des Anneaux. Pour certains plans, le personnage en effet pratique est également amélioré par la technologie CGI et deepfake AI de la société CGI Metaphysic, notamment pour la synchronisation des lèvres ou l'amélioration de son nez et de ses yeux,. Les enregistrements des dialogues de Betts ont ensuite été modifiés à l'aide du logiciel de filtrage Speecher, pour être basés sur les dialogues d'Ash tirés du film original.

Trevor Newlin incarne le xénomorphe, tandis que l'hybride humain-xénomorphe (appelé « Offspring ») est interprété par l'ancien basketteur roumain Robert Bobroczkyi (en).

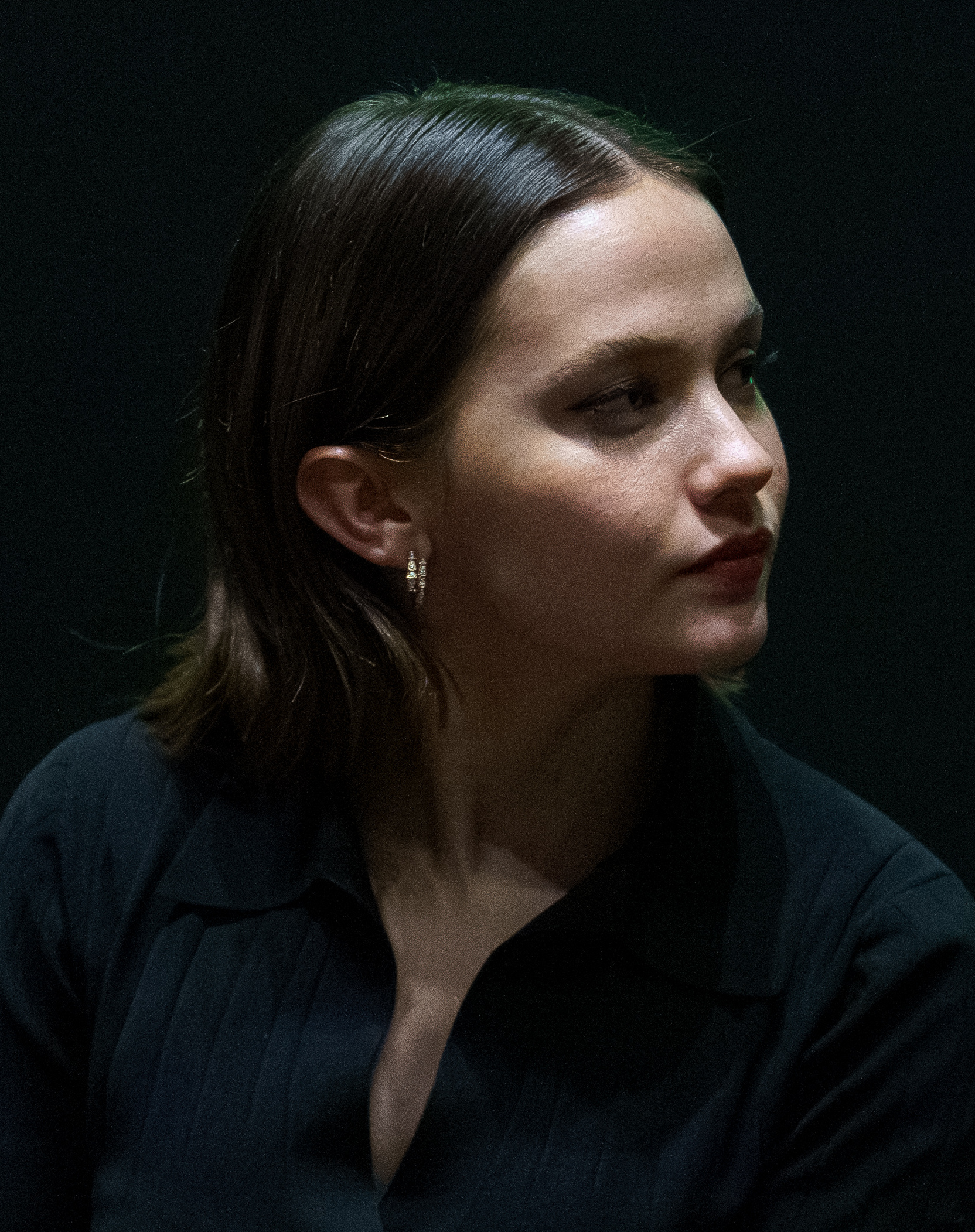
Cailee Spaeny, à l'avant-première de Civil War au South by Southwest en 2024, interprète le personnage de Rain Carradine.
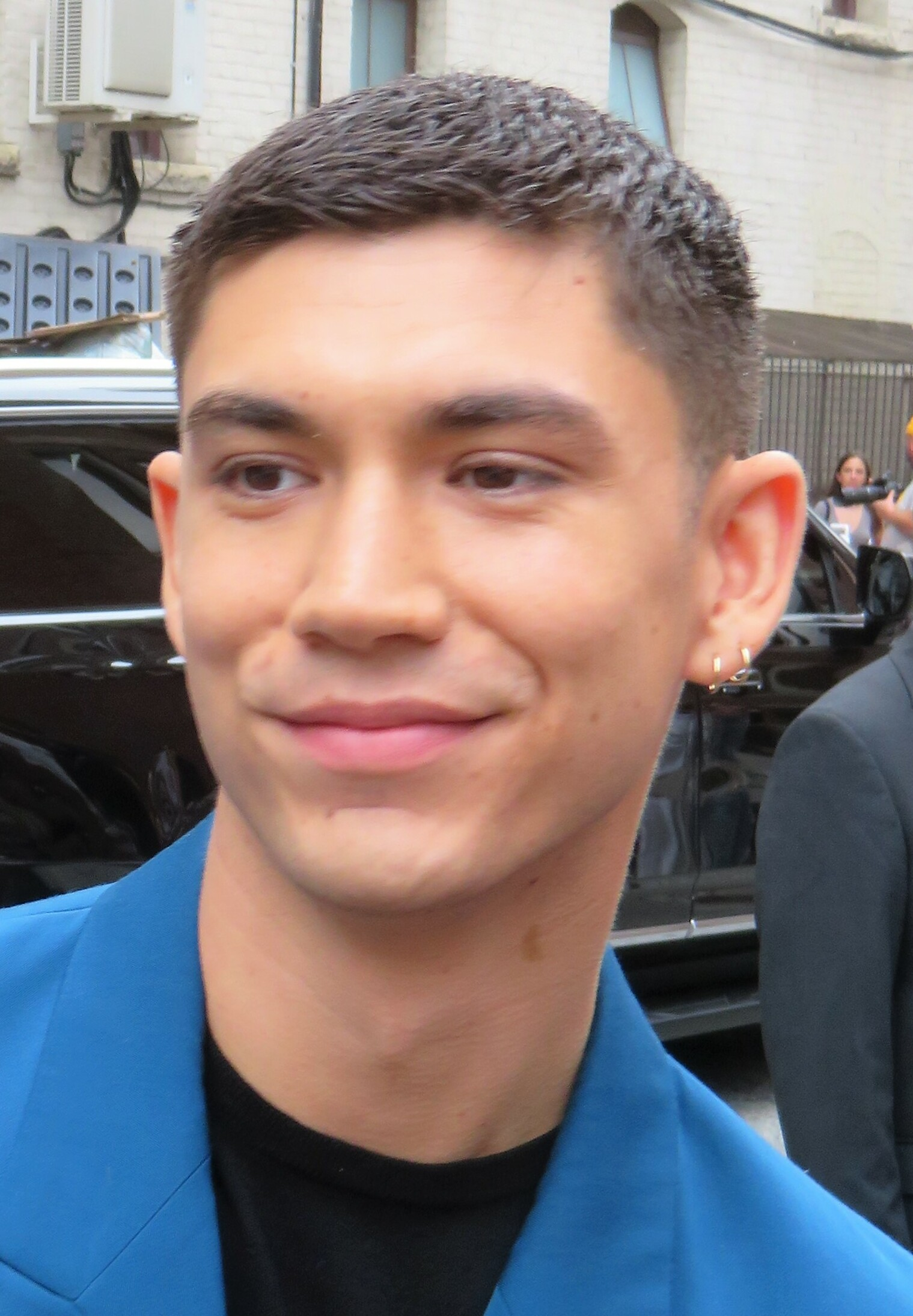
Archie Renaux, ici en 2022 à l'avant première du film Catherine Called Birdy, interprète le rôle de Tyler Harrison.
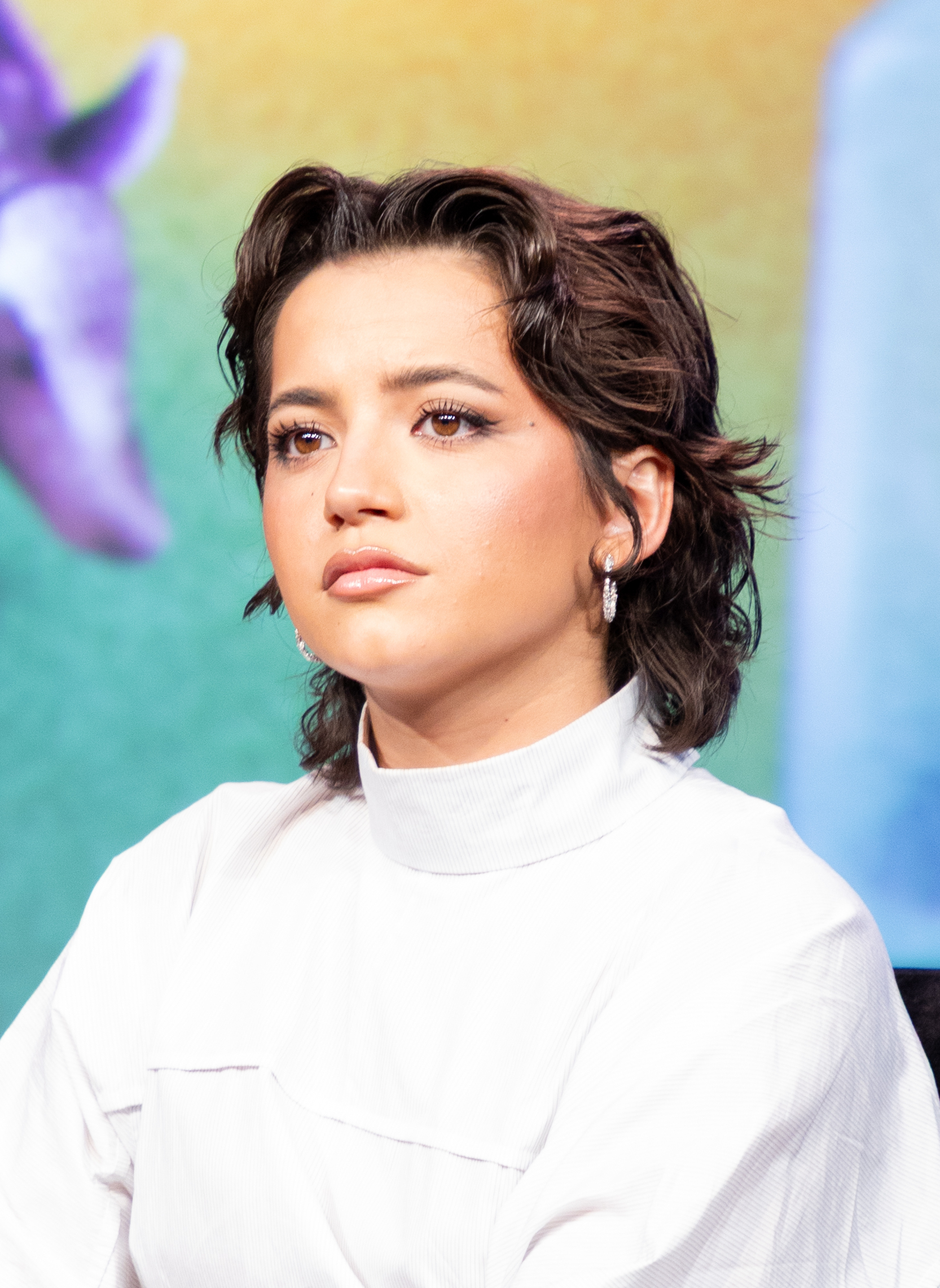
Isabela Merced, au festival South by Southwest en 2025. est l'interprète de Kay Harrison.

## Production

### Genèse et développement

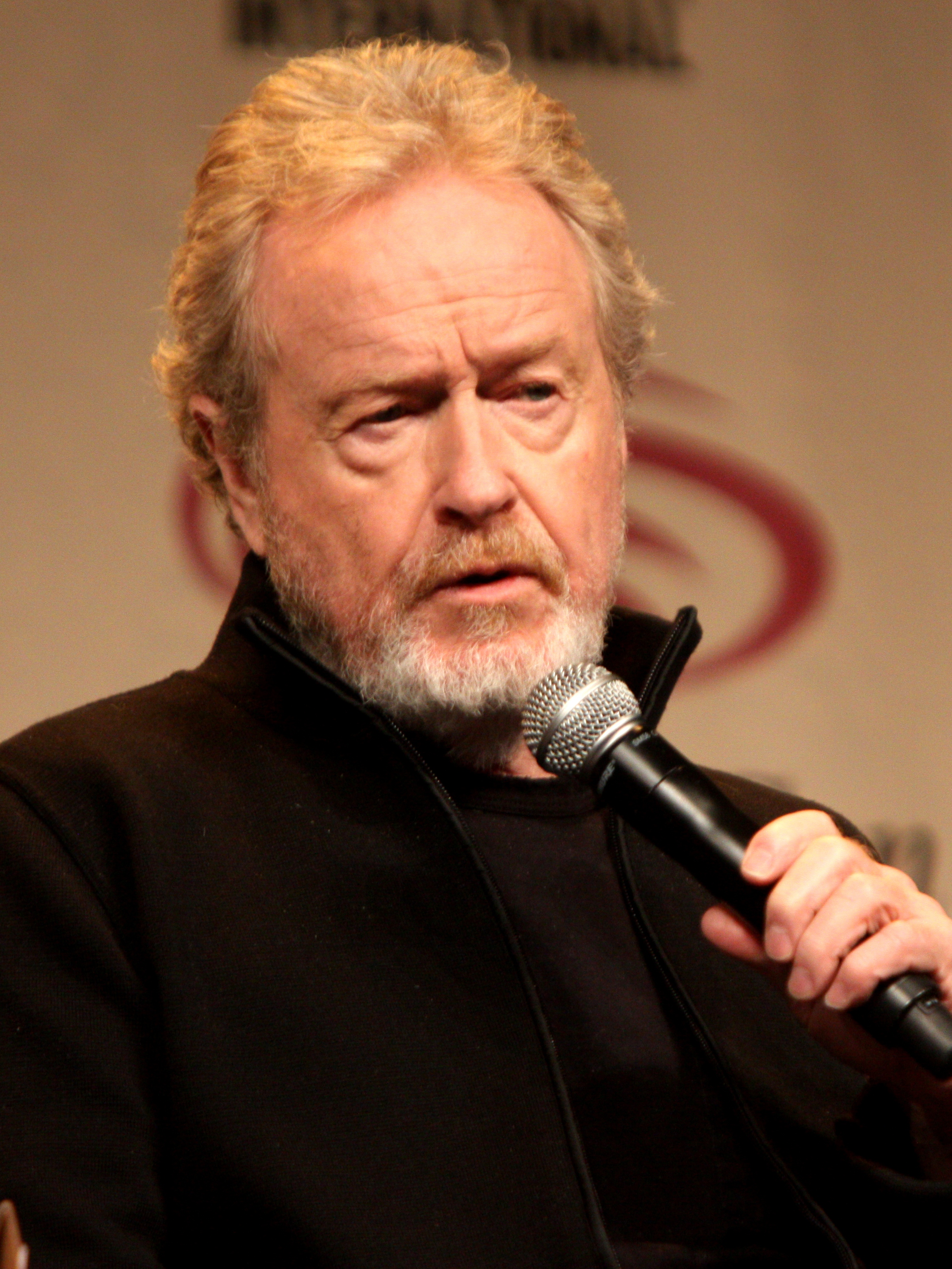
Ridley Scott, au WonderCon de 2012, devait réaliser 3 suites à Alien: Covenant avant la création dAlien: Romulus.

En novembre 2015, Ridley Scott annonce que Alien: Covenant sera le premier de trois films supplémentaires de la série de préquelles à Alien, le huitième passager (1979). Il explique vouloir réaliser lui-même les deux autres films. Le réalisateur explique que les suites de Prometheus révéleront qui a créé les xénomorphes. La production du troisième opus préquelle doit commencer en 2018. Ridley Scott a déclaré que ce troisième film s'intitulera Alien: Awakening et se déroulera chronologiquement entre les événements de Prometheus et Alien: Covenant.
Cependant, la 20th Century Fox annonce vouloir « réévaluer » la saga Alien après les mauvaises réactions des fans envers Alien: Covenant et ses résultats décevants au box-office. Lors du CinemaCon en 2019, il est précisé qu'après l'acquisition de 21st Century Fox, Disney « va continuer à créer de nouvelles histoires » de la franchise Alien. En mai 2019, Variety révèle qu'un nouveau film est en phase d'écriture, toujours avec Ridley Scott comme réalisateur,. En septembre 2020, le cinéaste confirme qu'un nouveau film est en développement. Walter Hill, producteur et scénariste de la saga, développe quant à lui une ébauche de scénario pour un Alien 5, qu'il a notamment envoyé à Sigourney Weaver en juin 2020. En parallèle à un éventuel nouveau film, Disney développe une série télévisée écrite par Noah Hawley.
En 2021, la décision est prise en secret de réaliser un nouveau film à la franchise. Seulement, les conséquences de la pandémie de Covid-19 sont encore bien présentes : beaucoup de salles de cinéma sont encore fermées au public et les studios de cinéma perçoivent de moins en moins de recettes. Dans ce contexte particulier, il est annoncé en mars 2022 que le cinéaste uruguayen Fede Álvarez va écrire et réaliser un nouveau film Alien qui se déroulerait entre les événements de Alien (1979) et Aliens, le retour (1986), avec le retour de certains membres de l'équipe technique du dernier film. Il est précisé que le film ne sera pas lié aux autres opus, il s'agira d'une histoire indépendante, et qu'il sera diffusé sur la plateforme Hulu,. 
Puis, il est annoncé en juin 2023 qu'il sortira finalement dans les salles américaines le 16 août 2024 alors que la situation sanitaire s'améliore et que les spectateurs retournent progressivement en salles,. Pour Álvarez, il n'a jamais été question pour la Fox que la franchise Alien se poursuive sur une plateforme de streaming. Le budget, s'élevant à 80 millions de dollars, était exactement le même lorsque le film était prévu pour sortir sur Hulu. En novembre 2023, il est précisé que l'intrigue se situera entre celle du premier film Alien, le huitième passager (1979) et Aliens, le retour (1986). L'idée de départ pour le scénario de ce nouveau film provient de l'imagination de son réalisateur, inspiré par la version longue d'Aliens, le retour de James Cameron, qui se demande alors quelle était la vie des très jeunes colons envoyés sur de dangereuses planètes pas encore terraformées.

### Scénario
Dès le départ, le réalisateur tient à mélanger plusieurs ingrédients de tous les films de la franchise dans son œuvre, son but étant d'offrir aux spectateurs le plaisir de revenir au concept original de la franchise tout en découvrant des nouvelles choses. Pour ce faire, Álvarez prend en compte les fans de la première heure des films originaux, notamment Alien et Aliens, le retour ainsi que les plus jeunes qui n'ont pas vu les deux premiers films ni même les plus récents pendant l'écriture du scénario. La narration se fait de sorte que ces nouveaux spectateurs ne se sentent pas perdus. Elle est écrite de façon claire et fluide en présentant seulement les éléments essentiels à la franchise. Le cinéaste s'inspire notamment du site de fans Xenopedia. En termes d'influences cinématographiques, le réalisateur s'en est tenu à la structure du film Aliens, le retour de James Cameron, prenant le temps de familiariser le public avec chaque personnage pour que leur mort soit d'autant plus impactante lorsqu'elle survient. Selon lui, la fin du film s'inscrit également dans l'escalade du classique de 1986 : « Je crois que les gens pensent que c'est l'acide volant, [ou] la cage d'ascenseur, qui est assez intense, et je suis très fier de tout cela, mais c'est plus Aliens, le retour qu'Alien, avec cette fin : aventure, fusillade, action, horreur ». D'une vision beaucoup plus large, le scénario du réalisateur comporte des liens et des références avec tout les films de la franchise : et ce, d'une manière ou d'une autre,. 
Le film est notamment en lien direct avec Alien et Prometheus, via la société Weyland-Yutani qui récupère le xénomorphe qui a attaqué Ellen Ripley dans le tout premier film à bord du USCSS Nostromo, un androïde nommé Rook qui ressemble physiquement à Ash du premier film, et la « substance noire » de Prometheus qui donne naissance à un hybride humain-xénomorphe ressemblant à un Ingénieur de Prometheus et à la créature de la fin de Alien, la résurrection,,. Álvarez a confirmé les liens avec Prometheus et a déclaré que la ressemblance de l'hybride avec les Ingénieurs était intentionnelle, afin de faire le lien entre les préquelles et les films originaux,. Le film s'inspire également du jeu vidéo Alien: Isolation (2014). Le réalisateur décide d'intégrer les points d'enregistrement représenté par les téléphones d'urgence du jeu dans le décor du film. Ces téléphones font office dans le film d'easter eggs qui annoncent un danger imminent au public.
Originaire de l'Uruguay, et ayant grandi à Montevideo, Fede Álvarez s'inspire de son enfance pour développer le début de son film, à savoir la fuite des personnages principaux de leur colonie pour un avenir meilleur. Le cinéaste avoue avoir toujours vécu « dans ce genre de petites villes ou la jeunesse sait que les possibilités de se construire un avenir meilleur sont maigres... ». Il avait déjà repris cette même thématique dans son film Don't Breathe (2016), et pour lui, ce thème récurrent provient justement de son vécu. En ce qui concerne son choix de rendre le personnage de Kay enceinte, le réalisateur dévoile qu'il a été inspirée par Dina, le personnage du jeu vidéo The Last of Us Part II que l'actrice interprète également dans la deuxième saison de l'adaptation de ce jeu à la télévision : « L'histoire d'une Dina enceinte m'a fait penser à faire en sorte que le personnage de Kay le soit aussi. J'ai alors choisi Isabella Merced pour jouer Kay... Un an plus tard, elle est choisie pour jouer Dina dans la série de HBO.... C'est une histoire vraie ». Pour l'une des dernières scènes du film, à savoir l'accouchement du personnage de Kay, Fede Álvarez écrit cette scène de façon à faire en sorte qu'elle soit le plus réaliste possible : en effet, même si Kay accouche d'une créature mi-humaine mi-Xénomorphe, cet accouchement est très proche d'un accouchement classique. Le personnage ne souffre pas plus qu'un accouchement dit « classique » et le sang représenté à l'écran n'est pas plus conséquent que dans la vraie vie. 

### Attribution des rôles
Fede Álvarez recherche en ses futurs acteurs des performances se rapprochant de celles des acteurs du tout premier film : un jeu d'acteur naturel, véritable et charismatique. En novembre 2022, il est annoncé que Cailee Spaeny est en négociations pour un rôle majeur. En mars 2023, Isabela Merced est confirmée après qu'on lui a proposé le rôle de Kay. L'actrice dit avoir adoré la structure du scénario ainsi que les nombreuses références aux autres films de la franchise qui y sont inclus. Plus tard dans ce même mois, c'est au tour de David Jonsson, Archie Renaux, Spike Fearn et Aileen Wu d'être annoncés à la distribution. Archie Renaux auditionne également dans un premier temps pour le rôle d'Andy et est secrètement choisi en décembre 2022 pour le rôle de Tyler au terme de trois essais. Spike Fearn quant à lui est choisi en février 2023 après deux auto enregistrements rapides un mois avant le tournage du film. L'acteur essaie dans un premier temps de réaliser un accent américain, en vain. Le réalisateur lui demande ensuite de garder son propre accent britannique.
En ce qui concerne David Jonsson, Fede Álvarez dévoile que l'acteur était déjà fan des précédents films du cinéaste ce qui a joué en sa faveur : « C'était aussi un grand fan de mes films. Ce qui aide toujours, car ils savent dans quoi ils s'engagent. Il connaissait mes films et ma façon de les réaliser. C'est très important, car sinon ils sont surpris de savoir pourquoi je fais les choses d'une certaine manière. C'est donc une bonne chose qu'il connaisse mes films et qu'il sache à quoi s'attendre. Il faut du temps pour voir quel est le véritable talent d'une star. » s'exclame Fede Álvarez. Le réalisateur fait les louanges de la qualité de jeu de l'acteur en déclarant qu'il arrive très facilement à jouer deux facettes du personnage, qui vont d'ailleurs s'entrechoquer pendant le récit car le personnage va totalement changer de personnalité pour une raison bien précise. Alvarez parle d'un acteur totalement professionnel sur le tournage, totalement dévoué à son métier avec une forte présence.

### Tournage

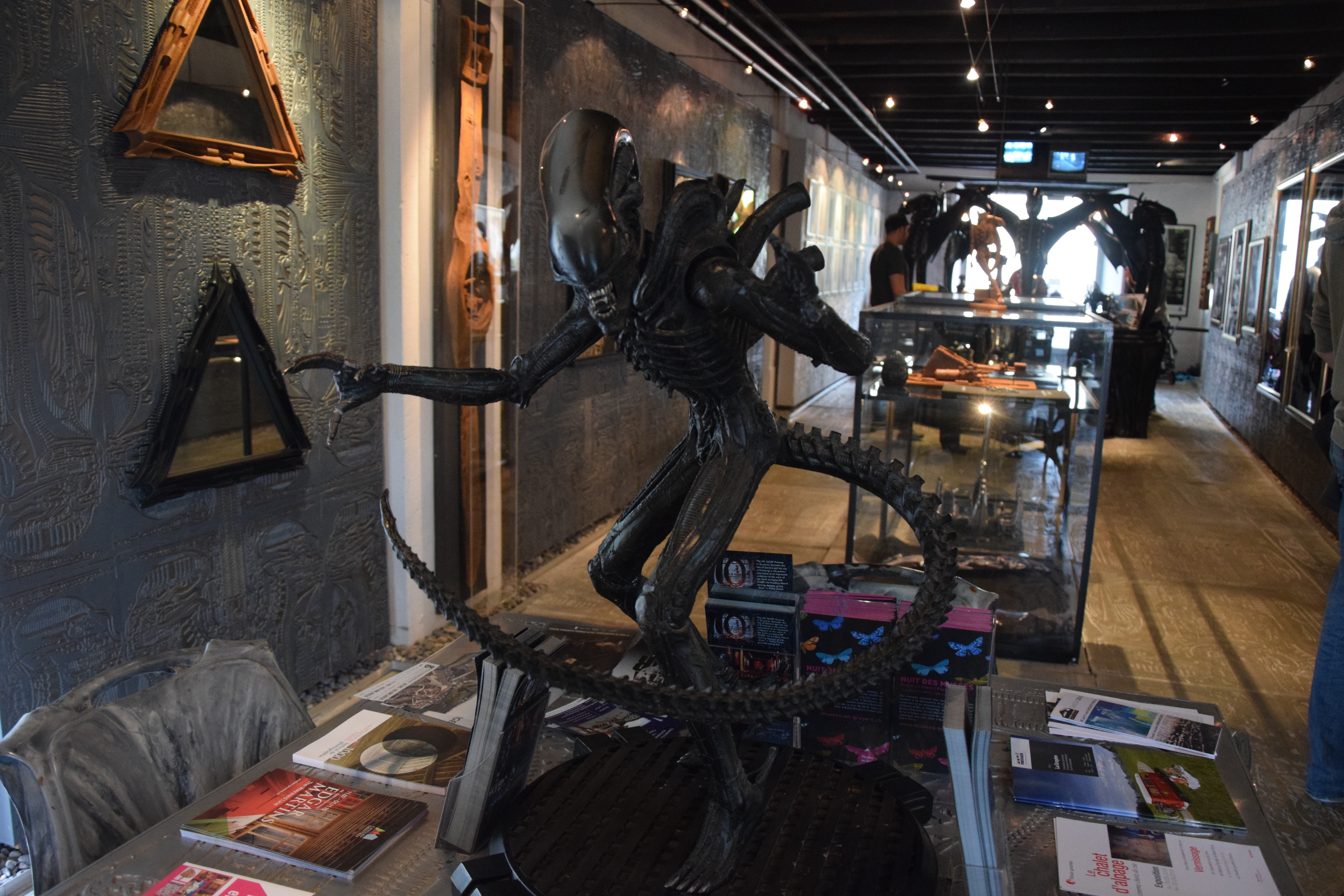
Statue du Xénomorphe.

Le tournage débute le 9 mars 2023 à Budapest,, et s'achève le 3 juillet. Les prises de vues se déroulent notamment dans les Origo Studios,. Les scènes du films étant tournées en studio et les décors étant modifiés ou changés au fur et à mesure de l'avancée de l'intrigue, les scènes sont tournées de façon chronologique. L'équipe choisie d'utiliser des lieux uniques, notamment une centrale électrique en activité pour la colonie minière fictive de Jackson's Star. Álvarez consulte les réalisateurs d'Alien (Ridley Scott) et d'Aliens, le retour (James Cameron) pendant la production du film, qui expriment tous deux leur approbation.  Le directeur de la photographie Galo Olivares tourne le film à l'aide de caméras numériques Arri Alexa 35 équipées d'objectifs asphériques Arri Master Prime et Ultra Prime pour un format d'image de 2,39:1,. Ce format est choisi pour créer un équilibre visuel entre Alien, qui a été tourné avec des objectifs anamorphiques dans un format 2,39:1, et Aliens, le retour, qui a été tourné avec des objectifs asphériques dans un format 1,85:1. Olivares commence tout d'abord par à filmer les scènes avec des objectifs grand angle, puis passe progressivement à des objectifs plus longs à mesure que les scènes deviennent plus intenses, l'objectif le plus long utilisé étant un 75 mm. Álvarez choisi une teinte orange comme couleur dominante du film, s'éloignant des tons bleus des précédents films. Ce choix vise à donner au film une identité visuelle distincte tout en conservant un lien avec l'esthétique établie de la franchise.
Dans ses premières idées, le chef décorateur Naaman Marshall cherche à réinterpréter l'univers d'Alien tout en rendant hommage à l'héritage de la franchise, en particulier aux deux premiers films de la série. Ainsi, la section Romulus de la station spatiale Renaissance est conçue pour rappeler les décors du film original Alien et du jeu vidéo Alien: Isolation, influencé par les concepts artistiques originaux de Ron Cobb pour Alien, ainsi que par des machines et des véhicules industriels lourds. Quant à la section Remus, plus avancée, elle est conçue pour rappeler le décor du film Aliens, le retour. Les décors sont construits comme des espaces clos, le cockpit du transporteur Corbelan IV étant monté sur un cardan afin de simuler le vol. L'accent est bel et bien mis sur les effets pratiques, utilisant des décors physiques et des créatures conçues pour renforcer le réalisme. Cette approche vise à créer une expérience tangible et immersive, contrastant avec l'utilisation intensive des images de synthèse dans les productions modernes,.
À cette fin, Álvarez et son équipe font appel à plusieurs des créateurs qui ont travaillé sur Aliens, le retour pour travailler sur les marionnettes et les effets de créature pour Alien: Romulus, notamment Shane Mahan de Legacy FX, Alec Gillis du Studio Gillis et Weta Workshop qui ont créées respectivement les Xenomorphes adultes, les chestbursters et les facehuggers du film,,. La production alterne entre l'utilisation d'animatroniques, de marionnettes à tiges ou de costumes représentant les créatures en fonction de la quantité de mouvements requis pour la prise de vue,.
Le vaisseau spatial de la Weyland-Yutani est également construit à l'aide d'un décor réel et d'effets pratiques. Le scénario du film se déroulant entre les deux premiers opus, Alvarez et son équipe technique s'inspirent en grande partie de ces deux films pour le design, les éclairages et la direction de la photographie des trucages pour se rapprocher au mieux de ces œuvres. Pour les besoins du tournage, les maquettes des deux vaisseaux spatiaux principaux sont créées par Ian Hunter et son équipe et les prises sont réalisées de la même manière que les prises réalisées qui étaient filmées sur les deux maquettes des vaisseaux des deux premiers films originaux. Les miniatures des vaisseaux Nostromo et Sulaco sont étudiées de près, notamment au niveau de leurs éclairages et des objectifs utilisés pour réaliser les prises de vues. Les miniatures des vaisseaux de Alien: Romulus sont tout d'abord construites puis une équipe technique les scanne et les photographie en très haute résolution pour que le superviseur des effets visuels Eric Barba et son équipe puissent construire leurs versions numériques des astronefs à partir de ces données pratiques. Des améliorations sont apportées ainsi que des ajouts originaux comme les vibrations des moteurs, les lumières internes, les vues du cockpit et les dégagements d'énergie des réacteurs. Le vaisseau principal, le Corbelan 4, est également créé par Ian Hunter et son équipe ainsi qu'un des astronefs présent dans la scène d'ouverture du film. A contrario, une maquette de la station spatiale Romulus n'a pas pu être créée. Par manque de temps et d'un budget plus conséquent, l'équipe technique n'est pas équipée d'une grue montée sur un travelling et pilotée par ordinateur, dit support de caméra de type « motion control » ce qui les aurait aidé pour les cadrages, les mises au point pour les maquettes. Des écrans LED sont également utilisés pour mêler trucages traditionnels et numériques.
« L'idée de ce qui se passerait si le Facehugger vous attrapait, c'est que vous préféreriez le Xénomorphe. Vous souhaiteriez une mort rapide plutôt ce qui vous arriverait si vous étiez attrapé par l'un d'eux. Conceptuellement, c'est tout simplement terrifiant. D'une certaine manière, il y a beaucoup de choses qui se sont produites ici et qui, bien qu'elles soient familières, ne se sont techniquement jamais reproduites depuis le premier film, ou qui ont été évoquées dans les autres versions. Mais ici, nous avons été très puristes sur beaucoup de ces points ». - Alvarez à propos des facehuggers.
Le Xenomorphe est tout d'abord conçu pour ressembler davantage au design original de l'Alien de H. R. Giger dans le premier film, plutôt qu'aux designs des suites. Cependant, le design des Xenomorphe est modifié pour présenter une peau dentelée ressemblant à celle d'un requin, afin de donner l'impression que l'on pouvait se couper rien qu'en la touchant. Egalement, la présence d'un « vrai » Xénomorphe sur le plateau, créé grâce à l'équipe du second volet, et des efforts considérables de marionnettisme du chestburster, ont également été utilisés pour restituer le même sentiment que dans les films plus anciens. Trois versions différentes du xénomorphes sont utilisées durant le tournage : d'abord un acteur sous le costume représentant l'Alien, un animatronique et une marionnette pour les besoins de certaines séquences. Une fois chacune des versions choisies pour chaque scène, le réalisateur conçoit la manière de tourner les plans avec le directeur de la photographie, Galo Olivares. Puis, l'équipe de Eric Barba entre en scène pour augmenter numériquement certains détails si besoin. Dans le cas de la marionnette du monstre, le marionnettiste se place derrière la marionnette physique grandeur nature et utilise des tiges pour la manœuvrer. L'animatronique quant à lui doit être déplacé sur un chariot de type « dolly » en raison de son poids. Pour les besoins du tournage, les facehuggers sont créées sur une voiture radiocommandée pour les besoins de leurs déplacements, comme le dévoile le cinéaste. Le réalisateur dévoile que les facehugger d'Alien : Romulus sont créés par la société d'effets spéciaux et d'accessoires Wētā Workshop, basée en Nouvelle-Zélande. Fede Àlvarez tient à ce que l'accent soit mis sur les effets pratiques, qui ajoutent au réalisme, et non aux CGI. Le réalisateur explique également que la scène du chestburster est l'une de ses préférées en raison du travail des marionnettistes qui ont su représenter avec précision la mort viscérale de l'un des membres de l'équipage. Lors de la scène où un bébé xénomorphe s'extirpe de la poitrine de Navarro, alors que seuls deux personnages font partie de la scène à l'écran (Navarro et Kay), plusieurs dizaines de personnes ont travaillé sur celle-ci, dont neuf uniquement pour le xénomorphe. Le réalisateur Fede Álvarez dévoile que Spike Fearn (Bjorn) a dû dire : « There's something in the fucking water » (« Il y a quelque chose dans cette putain d'eau) « environ 200 fois » parce qu'il a fallu beaucoup de temps pour obtenir l'effet pratique du facehugger qui saute hors de l'eau sur le personnage ». Isabela Merced indique que tout les acteurs présents sur le tournage ont dû être moulés avec un moulage complet de leurs corps, de sorte que des mannequins les représentant soient utilisés au cas où plus tard lors du tournage.
La société Filmefex Studios crée quant à elle le maquillage prothétique des acteurs ainsi que les cadavres du film, tandis qu'une séquence montrant des images de sécurité en accéléré d'un rat écrasé et régénéré est réalisée en animation image par image par Phil Tippett. Lors de la production du film, le personnage de Rook est conçu comme un animatronique à l'image de Ian Holm, possédant des mouvements faciaux qui étaient le fruit d'une manœuvre humaine hors caméra. Selon Alvarez, les marionnettistes réalisent 80 à 90 % des mouvements tandis que les améliorations apportées en postproduction par les images de synthèse ce concentrent sur les yeux de l'animatronique. Le réalisateur fait également appel à l'acteur britannique Daniel Betts sur le plateau de tournage à Budapest pour enregistrer la capture faciale avec le reste des acteurs. Pendant le tournage, les répliques sont lues en temps réel à l'aide de l'animatronique. La voix de Betts est ensuite transformée pour ressembler davantage à celle de Holm grâce à l'IA générative et à la modélisation informatique.
Pour les séquences qui incluent des personnages en combinaison d'astronautes en apesanteur, l'équipe de cascadeurs présents sur le plateau aide à accomplir ces effets avec des câbles et des harnais. Leur astuce est aussi d'utiliser deux versions des mêmes décors, l'une installée normalement à l'horizontale et l'autre en position verticale pour pouvoir passer de l'une à l'autre pendant les scènes d'apesanteur. Une technique qui permet au public de ne pas savoir où se trouve réellement le haut et le bas car impossible de déterminer pour eux si ces images ont été filmées à l'horizontale ou à la verticale. L'équipe technique installe ensuite des extensions de décors pour masquer les câbles, les déformations des costumes dues à la présence du harnais ou pour effectuer des transitions d'un décor à l'autre avec le même personnage. Un élément de conception notable est le fusil à impulsion, qui fusionne les caractéristiques du lance-flammes original d'Alien et du fusil à impulsion d'Aliens, le retour. Ce design hybride reflète l'intention du film de mélanger des éléments des deux films, créant ainsi quelque chose de familier mais de nouveau.
Les scènes comportant des trucages passent en prévisualisations animées en 3D schématique par Fede Álvarez en personne. Le cinéaste lui-même utilise les premières modélisations 3D de décors, d'accessoires et de personnages que l'équipe de prévisualisation ou que l'équipe interne avaient déjà préparées. Alvarez prend le relais et travaille de son côté en plaçant les caméras virtuelles où il le souhaite, règle les cadrages puis la chorégraphie des mouvements de caméras pour suivre les personnages avec le rythme voulu. Pour effacer les tiges et le marionnettiste qui font fonctionner la marionnette du Xénomorphe, l'action est réalisée numériquement. De même pour l'animatronique représentant le monstre dont certains détails techniques sont effacés numériquement ou au contraire, pour le costume ou se cache un acteur, c'est la queue qui est rajoutée.

#### Post-production
Les images générées par ordinateur du film sont créées par les studios d'effets spéciaux Industrial Light & Magic, Fin Design, Image Engine, Tippett Studio, Wētā FX, Wylie Co., Atomic Arts et Metaphysic. Le superviseur des effets spéciaux Nelson Sepulveda-Fauser a déclaré que l'importance accordée par Alvarez aux éléments tangibles créés à partir d'effets pratiques signifiait que « tout ce que nous devions créer en images de synthèse devait s'adapter à cela et s'intégrer de manière transparente à la photographie ». Pour les Xenomorphes eux-mêmes, les versions numériques sont utilisées pour les actions impossibles à réaliser avec les marionnettes de Legacy Effects — « nous ne pouvons pas obtenir une créature pratique de cette taille pour effectuer certains des mouvements requis pour une séquence d'action » — les mouvements étant inquiétants sans être exagérés, comme les Xenomorphes rampant lentement sur les murs. Si les mouvements des créatures sont conçus pour rester fidèles à ceux des films originaux, les Facehuggers ont été rendus plus rapides et plus fluides afin de pallier les limites techniques des versions animatroniques et de rendre la scène plus palpitante. Deux effets particulièrement complexes sont réalisés : Navarro qui utilise un scanner à rayons X pour découvrir un Chestburster dans sa poitrine, qui a nécessité la reproduction de l'anatomie interne du personnage, et le sang acide flottant en apesanteur.
L'artiste des effets visuels Ian Hunter créer  des effets miniatures pour le film, en collaboration avec la société d'effets spéciaux Pro Machina et ses fondateurs Alec Gillis, Camille Balsamo-Gillis et Reid Collums. Il s'agitdu vaisseau spatial Corbelan IV et de la sonde Echo de Weyland-Yutani. Ces effets sont soit filmés directement, soit scannés dans un ordinateur pour être modélisés en images de synthèse,,. À l'origine, les miniatures ne sont conçues que comme des aides visuelles, mais elles sont finalement construites, peintes et finies par la société d'effets spéciaux Studio Gillis, puis filmées devant des écrans géants et de la fumée. Le tournage des miniatures a lieu à Los Angeles afin de disposer de l'espace nécessaire, des membres de l'équipe et des équipements.

## Accueil

### Promotion et sorties

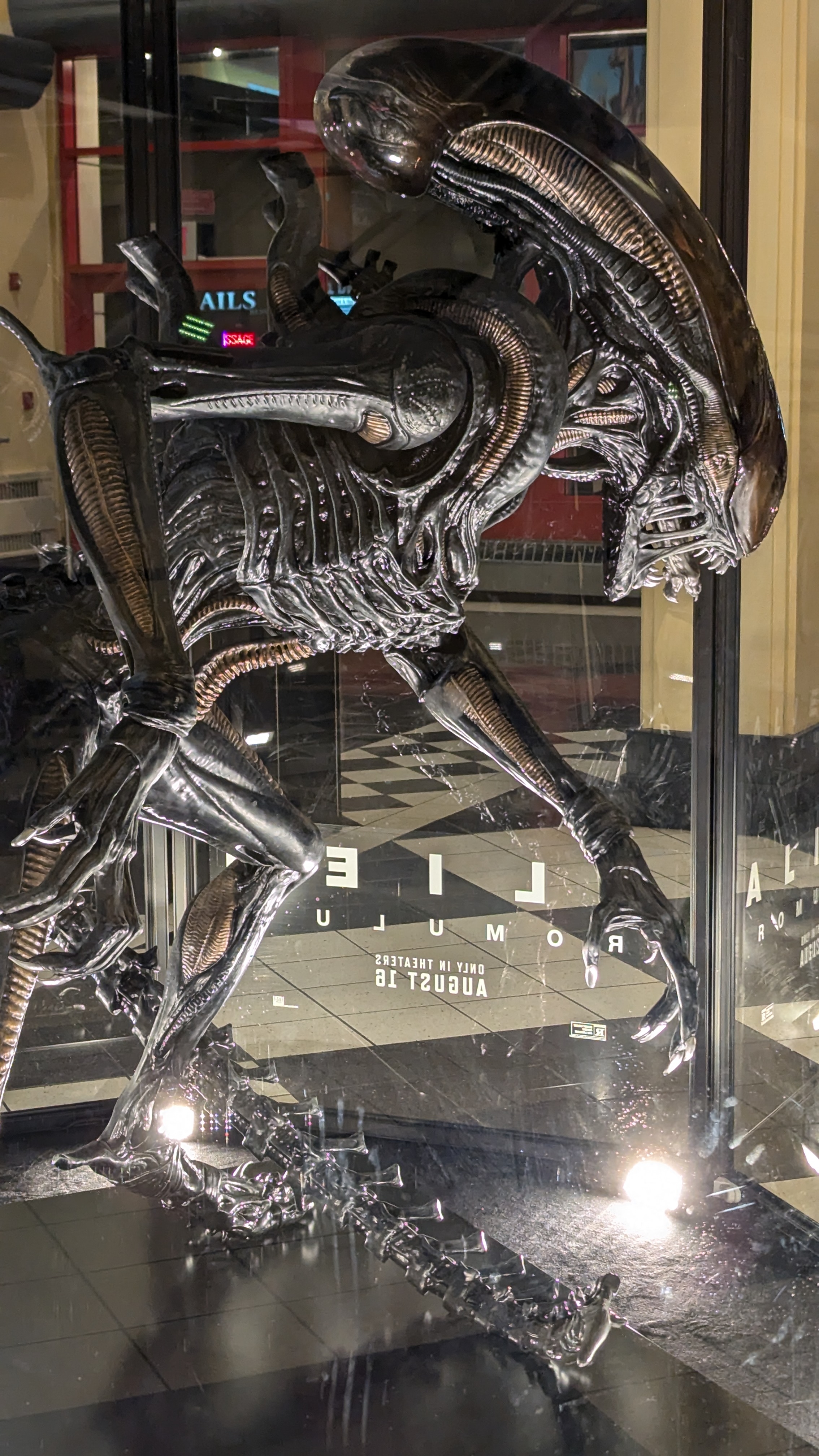
Une représentation du Xénomorphe pour la promotion de Alien: Romulus.

Au cours de l'année 2023, la 20th Century Studios publie un synopsis de présentation du long métrage assez vague : « Dans ce neuvième volet de la série de films immensément populaire et indémodable, un groupe de jeunes gens sur un monde lointain se retrouve confronté à la forme de vie la plus terrifiante de l'univers ».
Le tout premier teaser est dévoilé le 20 mars 2024 et est visionné près de 50 millions de fois en seulement 24 heures. Il montre une station spatiale ensanglantée qui semble être inoccupée, la présentation des facehuggers en action et un bref aperçu du personnage de Rain, campé par l'actrice Cailee Spaeny, et du xénomorphe sur un total d'une minute. À l'occasion de la sortie de cette vidéo de présentation, une première affiche mettant en avant le xénomorphe est aussi dévoilée. La toute première véritable bande-annonce du film est dévoilée le 4 juin 2024. Le réalisateur Fede Álvarez fait ensuite la promotion du film sur ses réseaux sociaux en y dévoilant des coulisses du tournage montrant les facehuggers en action. En juin, le réalisateur est présent à Paris, au Pathé Beaugrenelle, pour présenter quatre séquences d'une vingtaine de minutes du film.
Des partenariats avec des cinémas permettent ensuite d'offrir de la nourriture et des boissons personnalisées. En juillet 2024, un mois avant la sortie du film au cinéma, la société Cinemark présente dans une vidéo sur l'application X sa dernière création : un seau à pop-corn représentant la tête du xénomorphe qui contient beaucoup plus de pop-corn que le seau habituel, uniquement disponible aux États-Unis, qui s'inscrit dans la tendance observée après Dune, deuxième partie et Deadpool & Wolverine,. Ce même mois, un nouvelle séance de promotion se déroule lors du Comic-Con de San Diego où sont présents le réalisateur, ainsi que Cailee Spaeny, David Jonsson, Isabela Merced, Archie Renaux et Spike Fearn. Lors de ce panel, la bande-annonce finale du film avant sa sortie est dévoilée, comprenant de nombreuses séquences inédites, davantage de plans d'ensemble des personnages principaux et un rassemblement de facehugger. Plusieurs clips mettant en avant les personnages de Navarro (Aileen Wu), Andy (David Jonsson) et Kay (Isabela Merced) sont présentés au public. Le 30 juillet, sept affiches originales du film sont dévoilées au public, précisant les formats dans lequel il pourra être diffusé : l'IMAX, le Dolby Cinema, le 4DX et le ScreenX, tandis qu'un TV Spot est mis en ligne dans le même temps.
Disney créé des publicités numériques pour générer du buzz, après que les premières critiques jugent le troisième acte controversé, en incitant le public à regarder le film avant d'entendre des spoilers sur la fin Des statues de xénomorphes grandeur nature sont également créées et largement partagées sur les médias sociaux. La campagne s'est aussi étendue aux plateformes de Disney, avec des reprises sur ESPN SportsCenter, des marathons Alien sur FX, et un placement important sur Hulu et Disney+. Des chaussures Reebok x Aliens en édition limitée, de la bière Alien d'Angel City Brewery et des produits cosmétiques de Phoenix Rising sont également proposés. En outre, la franchise a proposé des produits de consommation et un partenariat avec le jeu vidéo Dead by Daylight, qui met en scène un nouveau personnage lié à la sortie du film. Selon Deadline, les efforts de marketing ont finalement capitalisé sur l'héritage de la franchise, 52 % des spectateurs interrogés par Screen Engine et Comscore PostTrak citant leur amour pour la série comme la principale raison pour laquelle ils ont regardé le film lors du week-end d'ouverture. La promotion d'envergure pour Alien: Romulus ajoute environ 10 millions de dollars de coûts aux 80 millions déjà utilisés pour le budget initial. Le film ensuite présenté en première mondiale à Los Angeles le 12 août 2024, et projeté au Festival international du film d'Édimbourg le 15 août en première britannique.

### Box-office

#### France
Le jour de sa sortie en France, il prend la tête du box-office avec 98 243 entrées et réalise pour sa première semaine d'exploitation plus de 477 983 entrées. Selon Écran Large, c'est un résultat plus que bon au vu de la concurrence (Le Comte de Monte-Cristo ou encore Deadpool et Wolverine sont au cinéma au même moment). Sorti sur seulement 451 copies, le film affiche une moyenne impressionnante de 1060 entrées par copie, ce qui représente la deuxième meilleure de la semaine. Toutefois, il fait un moins bon démarrage comparé à celui des deux précédents films de l’univers Alien puisque Prometheus avait obtenu 812 356 entrées et une moyenne de 1222 entrées par copie pour sa première semaine d'exploitation tandis qu'Alien: Covenant avait cumulé 675 785 entrées et une moyenne de 1106 entrées par copie.
Pour sa deuxième semaine d'exploitation, le film réalise 267 578 entrées de plus, portant son cumul d'entrées à 745 561 entrées au total et une moyenne de 476 copies, le faisant tomber à la quatrième place des plus gros succès de la semaine. Le magazine Première reconnait « une baisse de fréquentation manifeste ». Dans l'univers de la franchise, Alien: Romulus bat les scores du film Aliens vs. Predator: Requiem. Lors de sa troisième semaine à l'affiche, le film obtient 174 487 entrées de plus pour un cumul qui se rapproche du million d'entrées avec 920 048 entrées au total. A noter que le film occupe la septième place du top 10 du box-office français de l'été 2024 (sorties comprises entre juin et fin août).
Pendant la semaine du 4 au 10 septembre, le film franchit la barre du million d'entrées et devient le septième film de la saga à réaliser cette prouesse. Le film cumule au 16 septembre 1 027 043 entrées.

#### Amérique du nord
Les premières estimations du film font état d'un démarrage situé aux alentours des 30 à 35 millions de dollars récoltés sur son premier weekend d'exploitation.
Le film est ensuite distribué par 20th Century Studios aux États-Unis le 16 août. Pour son premier jour en salles, le film réunit pas moins de 18 millions de dollars, laissant ensuite présager un démarrage aux alentours des 40 à 42 millions de dollars. Finalement, et malgré la concurrence avec Deadpool et Wolverine, le film fait encore mieux avec 42 millions de dollars de recettes obtenus lors du weekend du 16 août sur 3885 écrans. Par ses scores, le film réalise la deuxième meilleure performance pour un weekend d'ouverture aux États-Unis depuis le début de la franchise initiée par Ridley Scott, et ce depuis 1979. Il prend également la tête du box-office US, détrônant Deadpool et Wolverine après ses 3 semaines en tête des classements des weekend. Pour David A. Gross, analyste pour Franchise Entertainment Research, le film fait preuve de "Débuts excellents pour une suite de saga de films d'horreur". Seul le film Prometheus a fait mieux qu'Alien: Romulus avec 51 millions de dollars obtenus en 2012. Avec ses chiffres, ce nouveau film devient le plus gros succès d'ouverture de toute la carrière de son réalisateur Fede Álvarez. EntTelligence rapporte qu’Alien : Romulus a enregistré 2,7 millions d’entrées, ce qui représente 27 % de la fréquentation de l’ensemble de son week-end d'ouverture. Il attire également 60 % de spectateurs de « moins de 35 ans » et très majoritairement masculin à 70 %. Il réalise également 51 % de ses recettes dans les formats premium, dont 17,6 % en Imax.
Le 21 août, le film atteint la barre des 50 millions de dollars de recettes, battant les chiffres d'Alien, la résurrection en 1997 et ses 47,7 millions de dollars en fin de carrière. Le lendemain, le film obtient 2,7 millions de dollars de plus, portant le cumul de ses recettes totales à 56,4 millions de dollars et bat les scores d'Alien 3 hors inflation. D'après les premières estimations, Alien: Romulus dépasse la barre des 70 millions de dollars lors de son second weekend à l'affiche en engrangeant 16,2 millions de dollars en plus en tombant à la seconde place des plus gros succès du weekend derrière Deadpool et Wolverine qui reprend la première place. Le 26 août, le film atteint les 74,3 millions de dollars et bat les recettes d'Alien: Covenant qui avait obtenu 74,2 millions de dollars en fin d'exploitation,. 5 jours plus tard, au cours de son troisième weekend d'exploitation, le film de Fede Álvarez franchit la barre des 85 millions de dollars et dépasse les chiffres du film original, hors inflation. A la fin du weekend, le dimanche 1er septembre, il bat également les chiffres de Aliens, le retour et devient le second plus gros succès de la franchise sur le sol nord-américain derrière Prometheus. Avec 92 millions de dollars obtenus depuis sa sortie, le film est également le second plus gros succès horrifique au box-office US de l'année 2024 derrière Sans un bruit : jour 1.
Pour son quatrième weekend d'exploitation, le film obtient 3,9 millions de dollars de recettes supplémentaires, portant son cumul à 97,1 millions de dollars, le rapprochant du palier des 100 millions mais il chute à la quatrième place des plus gros succès du weekend avec la sortie de Beetlejuice Beetlejuice qui est un énorme succès d'ouverture. Au cours du weekend du 13 au 15 septembre 2024, Alien: Romulus franchis la barre des 100 millions de dollars.

#### Monde
Pour son démarrage, le film obtient la somme de 67 millions de dollars dans le monde entier. Cumulés aux 42 millions obtenus aux Etats-Unis, le film compte 108,2 millions de dollars au total. Compte tenu de ses 80 millions de dollars de budget, le film de Fede Álvarez est très vite désigné comme un succès pour la 20th Century Studios, ses chiffres de lancement laissant présager que le film sera extrêmement rentable à la fin de sa carrière. À noter que le territoire le plus rémunérateur après l'Amérique du Nord est la Chine ou il a rapporté en quelques jours plus de 25 millions de dollars, bien au-delà aussi des projections et créant la surprise. Egalement lors de son démarrage, le film réalise de bons score en Corée (5,4 millions de dollars obtenus) et en Grande-Bretagne (4,8 millions).
5 jours après sa sortie, le film atteint la barre des 118 millions obtenus dans le monde et le site Collider prévoit que ce dernier film dépasse les chiffres de Alien: Covenant d'ici la fin de sa carrière. Le 21 août, le film dépasse la barre des 120 millions de dollars récoltés. Lors de son deuxième weekend d'exploitation dans les salles, le film cumule des recettes à plus de 152,8 millions de dollars dans le reste du monde en dehors des États-Unis, soit un montant global de 225,4 millions de dollars. Hors inflation, ce nouveau film dépasse donc les chiffres mondiaux de Alien, Aliens, le retour, Alien 3, Alien, la résurrection et Alien Vs. Predator. Le film n'ayant pas été distribué partout dans le monde, ce dernier devrait dépasser les chiffres d'Alien: Covenant dans les jours qui suivent. Le 25 août, le film cumule 73,3 millions de dollars en Chine, ce qui en fait le second plus gros succès hollywoodien de l'année 2024 derrière Godzila x Kong : Le Nouvel Empire. Le 28 août, le film franchit la barre des 230 millions de dollars obtenus dans le monde. Au 30 août, Alien: Romulus est le plus gros succès au box-office de plusieurs pays : en Asie avec la Chine, l'Indonésie, la Malaisie, la Thaïlande mais aussi en Europe avec la France et l'Espagne. Il est également numéro 1 au Mexique. Au terme de son troisième weekend d'exploitation dans les salles chinoises, le film rapporte 63,4 millions de RMB (soit 8,9 millions de dollars) entre vendredi 30 août et dimanche 1er septembre, selon les données fournies par la société de conseil Artisan Gateway. Un cumul de 661 millions de RMB (93,1 millions de dollars) depuis sa sortie. A la fin du weekend du 30 août au 1er septembre, Alien: Romulus obtient 31,9 millions de dollars dans le monde en plus, ce qui porte son total de recettes à 283,5 millions de dollars, devenant le second plus gros succès de la franchise devant Alien: Covenant et derrière Prometheus et le plus gros succès du box office mondial pour la troisième semaine consécutive devant Deadpool et Wolverine. Alien: Romulus devient également le plus gros succès horrifique de l'année 2024,.

Lors du weekend du 6 au 8 septembre, le film dépasse la barre des 300 millions de dollars de recettes mondiales et atteint les 314,3 millions. Au 15 septembre 2024, le film atteint la barre des 330 millions de dollars. 
| Pays ou région    | Box-office        | Date d'arrêt du box-office | Nombre de semaines |
| ----------------- | ----------------- | -------------------------- | ------------------ |
| États-Unis Canada | 105 313 091 $     | 24 octobre 2024            | 10                 |
| France            | 1 135 196 entrées | 15 octobre 2024            | 9                  |
| Total mondial     | 350 865 342 $     | 24 octobre 2024            | 10                 |

### Accueil critique

#### Amérique du nord
Alien : Romulus reçoit en partie des critiques positives lors de sa sortie. Le site web Rotten Tomatoes rapporte que l'ensemble des critiques font l'éloge des « visuels saisissants et de la terreur claustrophobique avec de l'action gore et une formidable performance principale de Cailee Spaeny », le qualifiant de « sans doute le meilleur volet depuis Aliens, le retour. » Sur le site, 80% des 383 critiques professionnelles donnent au film une critique positive, avec une note moyenne de 6,9/10. Le consensus des critiques se lit comme suit : « Honorant ses prédécesseurs cauchemardesques tout en débordant de nouvelles frayeurs, Romulus injecte du sang acide frais dans l'une des plus grandes franchises d'horreur du cinéma ». Du côté des spectateurs, le film affiche un score de 86% de critiques positives. Selon Metacritic, le film reçoit des critiques « généralement favorables » sur la base d'une note moyenne pondérée de 64 sur 100 de la part de 57 critiques.
Le site de Roger Ebert affiche une très bonne note de 3 sur 4. Jordan Hoffman d'Entertainment Weekly fait l'éloge de la réalisation, de la conception et de l'écriture du film, le qualifiant d'« impressionnant, en particulier dans la façon dont il ressemble à un nouveau film tout en restant fidèle à la technologie de l'original de 1979. » et juge Spaeny comme « la meilleure arme de l'arsenal… se différenciant assez nettement des personnages aux yeux de biche qu'elle a joués dans Civil War et Priscilla. Sa petite taille ne fait peut-être pas penser à une héroïne d'action, mais, comme cela a été établi depuis longtemps, dans l'espace, personne ne peut vous entendre crier de toute façon ». David Rooney du Hollywood Reporter avance que « les créatures restent parmi les monstres cinématographiques les plus terrifiants de l'histoire, et le réalisateur s'appuie fortement sur la science-fiction/horreur avec un film au rythme implacable qui nous rappelle pourquoi elles ont hanté notre imagination pendant des décennies. » Owen Gleiberman de Variety qualifie Alien: Romulus de « l'une des meilleures suites d”Alien. Il délivre la marchandise gluante et effrayante comme aucun des trois derniers films Alien ne l'a fait ». Il écrit également que « Spaeny, avec ses yeux clairs et sa détermination sereine, fait sentir sa présence dans le rôle de Rain, l'équivalent le plus proche de l'intrépide Ripley ». Excellente note pour Johnny Oleksinski du New York Post avec 3,5 sur 4 : « Il emprunte l'esthétique de l'ordinateur de pacotille du film de 79 tout en augmentant l'ante avec une grandeur obsédante. » Manohla Dargis, rédactrice pour le New York Times annonce : « Alien : Romulus, le septième volet de ce cycle cinématographique historique et apparemment inépuisable, est un film de remplissage parfaitement adéquat. » Andrew J. Salazar accorde une bonne note de 3,5 sur 5 pour Discussing Film, notant « Alien : Romulus s'appuie parfois trop sur la nostalgie, mais lorsque le réalisateur Fede Álvarez présente suffisamment d'idées nouvelles, la franchise atteint de nouveaux sommets. » Même note de 3,5 sur 5 pour Meagan Navarro du site Bloody Disgusting : « Alvarez place ici l'horreur au premier plan, avec un savoir-faire exquis qui vous plonge dans la folie. » Bonne critique également dans les colonnes de Vanity Fair par Richard Lawson : « Réussi dans sa fonction la plus élémentaire... S'il n'avait pas eu à sa tête une personne aussi attentive qu'Álvarez, Romulus aurait certainement pu être bien pire. On se demande cependant combien de fois encore nous pourrons assister au même enchaînement d'événements. » Pour le Washington Post (article écrit par Ty Burr), le film est « à sa décharge, un film de genre sans fioritures, construit en grande partie sur les os des deux premiers films. Il ne manque que l'originalité et un acte final convaincant et, honnêtement, vous pourriez faire pire pour un samedi soir. » en lui accordant la note de 2,5 sur 5. Très bonne critique également pour Damon Wise de Deadline : « Cailee Spaeney peut sembler, à première vue, être un successeur improbable, mais la star de Priscilla gagne certainement ses galons à la fin des deux heures serrées et faussement bien jugées d'Alien : Romulus. » Avec une note de 3 sur 4 étoiles, Richard Roeper du Chicago Sun-Times parle d'un film « qui a une vision cool et rétro de l'avenir, un peu comme dans les années 1980, et qui semble authentique par rapport à la chronologie. » Même note pour Michael Phillips du Chicago Tribune : « Le film sait ce qu'il fait. Il s'agit d'un film au rythme effréné et à la dynamique variée, avec de l'audace et un but précis, ainsi que des tonnes de sang et de viscères » Mark Hughes du magazine Forbes fait également l'éloge du film : « C'est une grande victoire de faire revivre avec succès et fidélité l'une des meilleures séries de science-fiction et d'horreur de tous les temps, tant pour les fans de longue date que pour la nouvelle génération de téléspectateurs. » Il met également en avant la performance des acteurs en citant Cailee Spaeny qui est « exceptionnelle dans le rôle principal, et si vous l'avez trouvée géniale dans Civil War en début d'année, attendez de la voir dans Alien : Romulus. David Jonsson est l'autre grand interprète de ce film, qui marche sur une ligne délicate sans perdre l'équilibre une seule fois. Le reste de la distribution, en particulier Isabela Merced, porte également son propre poids, offrant le bon mélange d'espoir et de cynisme de la jeunesse avec une confrontation soudaine avec l'inexplicable et l'horrible. »
Richard Whittaker du Austin Chronicle accorde tout juste la moyenne de 2,5 sur 5 : « Alvarez vient de réaliser un patchwork et les coutures ne tiennent pas toujours. » Mick LaSalle, du San Francisco Chronicle, critique le film en écrivant : « Les 45 premières minutes sont d'un ennui sans nom. […] Dans le scénario, les aliens se réveillent et s'endorment à la convenance des scénaristes, et non d'une manière cohérente. […] L'erreur fondamentale a été commise lorsque quelqu'un a dit : « Hé, faisons un autre film sur les aliens ». Flash info : le concept d'Alien est mort. Laissez le tranquille, et laissez le pauvre Ian Holm en dehors de ça. » David Ehrlich d'Indiewire écrit à son tour : « Le réalisateur préfère torturer ses acteurs plutôt que de développer leurs personnages. Il n'y a rien de mal en soi à ce compromis, mais Álvarez ne satisfait pas suffisamment la première moitié de l'équation pour justifier son mépris pour la seconde. Avec beaucoup de secousses … et peu de frayeurs plus approfondies, Romulus n'est pas assez inventif pour mettre en avant son massacre aux dépens de son âme. » Il note aussi que « Cailee Spaeny et David Jonsson sont les meilleurs éléments d'un film « Alien » grotesque à souhait ». Mauvais retour également pour Kyle Smith du Wall Street Journal qui déclare que le film « s'adresse avec amour aux fans qui ont vu 15 fois son prédécesseur de l'ère Carter, mais il est peu probable qu'il effraie qui que ce soit, à l'exception de ceux qui découvrent l'univers d'« Alien ». Dans l'espace, il s'avère que personne ne peut vous entendre bailler. » Mauvaise note également pour David Fear du magazine Rolling Stone : « Il ne s'agit ni d'une maison hantée ni de montagnes russes, mais d'un parc à thème standard basé sur un film - une attraction à la saveur d'Alien qui se double d'un hommage exagérément respectueux. » David Ehrlich du site Indiewire accorde la mauvaise note de C en écrivant : « Le réalisateur, un gorehound dont les goûts et les talents sont bien plus adaptés aux éclaboussures Grand Guignol de Evil Dead qu'à l'effroi étouffant de « Alien », préfère torturer ses acteurs plutôt que de développer leurs personnages. » La décision d'ajouter numériquement le défunt Ian Holm pour le personnage de Rook est largement critiquée,, Wendy Ide dans The Guardian la qualifiant de « choix étrangement malavisé » qui était « macabre, exploiteur, irrespectueux et inutile. » Dans Slate, Sam Adams déclare : « Pourquoi laisser les morts reposer quand ils sont morts ? Pourquoi laisser reposer les morts quand il y a de la propriété intellectuelle à exploiter ? » Le critique compare ensuite le studio du film à la méchante société Weyland-Yutani de la franchise, et en ce sens, qu'il s'agit d'un « énorme conglomérat qui fait passer le profit avant le respect des vies humaines. » Jesse Schedeen, pour IGN, parle d'une « erreur non forcée » qui était « distrayante et complètement inutile » et qui a failli ruiner le film. Chris Evangelista, pour SlashFilm, critique également cette décision en disant : « C'est distrayant et bizarre. Cela n'a jamais, jamais l'air réel. ». Pour autant, le critique met au film la note moyenne de 5,5 sur 10 Le critique du Daily Telegraph Tim Robey commente à son tour : « Une chose dont je n'aurais jamais pensé me plaindre en 2024, c'est qu'un film contienne trop de Ian Holm. »

#### France
Le film est dans l'ensemble plutôt bien reçu. Sur Allociné, le site obtient un score moyen de 3,5 étoiles sur 5 côté presse (sur 24 critiques collectées). Des scores plus élevés que Prometheus et Alien: Covenant.
Le critique Allan Blanvillain du Journal du Geek parle d'un film où « technique et artistique sont convoqués pour faire de ce métrage un opus qui peut regarder ses aînés dans les yeux sans rougir. » Aurélien Allin de CinemaTeaser parle du film comme « bien crade et malin ». Antoine Desrues écrit pour le site Écran Large que « derrière sa nature de best-of, Alien : Romulus trouve sa singularité auprès d’une jeunesse touchante, symbole d’une génération sacrifiée. L’occasion pour Fede Alvarez de signer un exercice de style politique et méchant, dont la mise en place brillante s’impose parmi les sommets de la saga. » et lui offre la note de 4 étoiles sur 5. Même note pour Pierre Champleboux de Filmsactu qui déclare qu'« avec Alien: Romulus, Fede Álvarez prouve une nouvelle fois qu’il est clairement l’un des nouveaux maîtres de l’horreur. Marchant dans les pas de Ridley Scott et James Cameron, il nous offre un Alien 1.5 qui envoie du lourd. » La rédaction de L'Écran fantastique donne quant à elle aussi la note de 4 sur 5 en arguant qu'il y a « autant de symboles qui viennent inscrire ce nouvel opus dans la continuité des récits terrifiants inventés depuis la nuit des temps. » La très bonne critique de Matteu Maestracci de France Info Culture met en avant le réalisateur et exprime que « Fede Alvarez, réalisateur talentueux du remake du classique d'horreur Evil Dead et plus récemment de Don't Breathe (...) s'emploie à rester fidèle aux figures imposées de la saga, attendues et même réclamées par les fans, tout en la renouvelant avec sa vision propre, pour un résultat extrêmement réussi et efficace. » Le critique met également en avant le lien fraternel qui unis les personnages de Rain et Andy qu'il juge touchant. Jérôme Vermelin écrit pour LCI que « malgré plusieurs suites discutables, cette saga de science-fiction mythique n’en finit plus de renaître de ses cendres. » Pour Le Parisien, Michel Valentin indique qu'« avec cette histoire qui s’insère chronologiquement entre les deux premiers Alien: Romulus revient aux fondamentaux, et marque la résurrection inespérée d’une franchise essentielle. » Yaël Djender écrit pour Le Point : « réalisé par Fede Alvarez, ce septième film de la mythique saga de science-fiction effraie et innove, tout en rendant un hommage appuyé à ses illustres prédécesseurs. Mission accomplie. » Autre très bonne critique, celle de Adrien Gombeaud pour le quotidien Les Échos qui déclare que « Fede Alvarez reprend le flambeau de la plus glaçante saga de l'histoire de la science-fiction. Sans renouveler une recette à base de jaillissements effrayants, Romulus atteint son objectif : faire couler la sueur froide dans le dos de ses spectateurs et, à l'écran, la bave de la bête. » Marine Quinchon, critique pour Les Fiches du Cinéma, parle d'un film « sans Sigourney Weaver mais dans la lignée de la saga lancée par Ridley Scott en 1979, ce nouvel Alien au scénario assez classique imagine un nouveau duo de héros assez convaincant, aux prises avec des créatures toujours plus terrifiantes. » Thierry Chèze écrit une critique mitigée dans les colonnes de Ouest-France : « Alien: Romulus finit hélas par se perdre dans des hommages et clins d'œil trop appuyés aux deux premiers épisodes de la franchise. » mais accorde tout de même un note de 4 sur 5. Fabrice Leclerc de Paris Match décrit qu'« à travers l’odyssée d’un groupe d’adolescents qui vont devoir se confronter aux xénomorphes, Alvarez semble vouloir revenir au principe initial : celui de l’affrontement violent et sans issue entre humains et extraterrestres. Et veut privilégier cette fois le pur film d’horreur. »
Dans les critiques moins positives, Corentin Lé du site Critikat dépeint que « Fede Álvarez livre une copie sans grande bavure, mais qui manque de singularité. » Pour les Dernières Nouvelles d'Alsace, Nathalie Chifllet évoque que « le fan service est assuré, tandis que pour une nouvelle génération avide de terreur pure, Romulus est une honnête entrée en matière dans les ténèbres d’Alien... » Chifflet écrit également pour le journal Le Dauphiné libéré une critique avec la même note de 3 sur 5 en mettant un peu plus en avant « l’Uruguayen Fede Alvarez, fidèle à l’héritage de la série, revigore la version gore de la saga et ses sensations fortes. » Dans les colonnes de La Voix du Nord, Christophe Caron juge que « la formule est imparable et, une fois la mise en place effectuée, Alien: Romulus cloue le spectateur sur son siège en l’éclaboussant de toutes sortes de fluides. » Mathieu Macheret exprime son désarrois dans Le Monde car « malgré une ouverture dystopique plutôt prometteuse, Alien: Romulus retombe sans surprise dans les ornières du huis clos horrifique et du jeu de massacre spatial qui ont fait l’identité de la saga, même si, dans les interstices de son cahier des charges ultra verrouillé, Fede Alvarez sait toutefois se ménager de beaux moments. » Arnaud Hallet reste aussi dubitatif et l'exprime pour Les Inrockuptibles : « Ce retour aux affaires est on ne peut plus studieux, tant le film semble non seulement vouloir revenir aux origines de la franchise […] mais aussi en compiler toutes les grandes idées pour en délivrer la mesure la plus juste possible. Rien ou presque ne dépasse de cet exercice exécuté avec dextérité et élégance, sans non plus jamais perdre de vue son aspect ludique, mais hélas avec très peu de panache. » Pour Sylvestre Picard du magazine Première, « Romulus n’a pas vraiment la valeur d’une expérimentation, mais plutôt celle d’un film de fan, soigné, parfois efficace, mais sans ego, sans vision. » Isabelle Magnier ne trouve rien d'original au film comme elle laisse savoir pour Télé 7 Jours : « Grand spectacle et action sont au rendez-vous, mais en étant trop explicatif et dans la surenchère de rebondissements, le film se révèle peu original. Et surtout, à force d'être montré sous toutes les coutures, le monstre ne fait plus peur. » Pour Frédéric Strauss de Télérama, ce « Alien : Romulus puise aux meilleures sources pour passer avec le spectateur un contrat de confiance. Alien: Rémus devrait pouvoir, un jour prochain, montrer les crocs. »
Étienne Sorin et Éric Neuhoff donnent quant à eux l'une des pires critiques au film, avec une note de seulement 2 sur 5, pour le journal Le Figaro, écrivant que « quand Alvarez tente quelque chose de nouveau, tel l'espèce de troll final, c'est pire. L'hommage s'avère une version Millennial tout à fait superfétatoire. Montrer Alien, le huitième passager à un adolescent reste aujourd'hui la meilleure façon de lui faire faire des cauchemars. » Laurent Cambon, du site aVoir-aLire.com : « Ni plus ni moins qu’un énième film d’aventure spatiale sanglante, ce nouvel opus de la saga mythique des Alien ne convainc pas vraiment. Un spectacle de sons et lumières qui nous laisse sur notre faim. » Toutefois, le critique met en avant les effets spéciaux et les décors qu'il juge « splendide ».

## Analyse et thématique
Selon Jimmy Jangles, créateur du site The Astromech, le film s'appuie sur le riche héritage établi par ses prédécesseurs. Alien: Romulus plonge dans les recoins les plus sombres de la nature humaine, des structures sociétales et des questions existentielles qui se posent lorsque l'humanité est confrontée à l'inconnu. Avec pour toile de fond une station de recherche défaillante qui abrite désormais les facehuggers et Xénomorphes, le film se sert de son récit éprouvant pour examiner l'interaction complexe de la peur, de la survie, de l'exploitation des entreprises et des dilemmes éthiques. De la terreur inspirée par les Xénomorphes aux dilemmes moraux auxquels sont confrontés les personnages, Alien: Romulus tisse une tapisserie complexe de thèmes qui reflètent à la fois les luttes individuelles et collectives. L'exploration de l'isolement et de la peur dans le film met en lumière les instincts primaires qui surgissent lorsque l'humanité est poussée à ses limites, tandis que la représentation de la survie comme force motrice révèle les limites que les individus sont prêts à franchir pour protéger leur vie.

### Chronologie et références
Alien: Romulus se situe chronologiquement entre le premier film Alien de Ridley Scott et sa suite Aliens, le retour de James Cameron puisque l'histoire se déroule en 2142, environ 20 ans après les événements du premier film,. À travers son intrigue, le réalisateur rend hommage à plusieurs films de la franchise, en particulier les deux premiers opus, Alien, la résurrection ainsi que les deux prequels Prometheus et Alien: Covenant,, reprend les codes de celle-ci tout en la modernisant. Dans l'ensemble, Álvarez et son collaborateur Rodo Sayagues se sont également inspirés de la paranoïa claustrophobique et lente du jeu vidéo à succès Alien: Isolation pour réaliser leur oeuvre. Fede Álvarez fait délibérément le choix de se rapprocher du tout premier film de la franchise, en délaissant les récits complexes des préquelles Prometheus et Alien: Covenant. Il opte pour une intrigue simplifiée ainsi que pour une mise en scène claustrophobe, des éléments plus proches du tout premier film Alien. Les mises en scènes des films suivants avaient, en effet, une approche davantage tournée vers l'action,,. Le film plonge dans les racines thématiques de la franchise Alien les plus récurrentes, explorant en particulier les thèmes de la lutte des classes, de la création, de l'évolution et de l'orgueil humain.

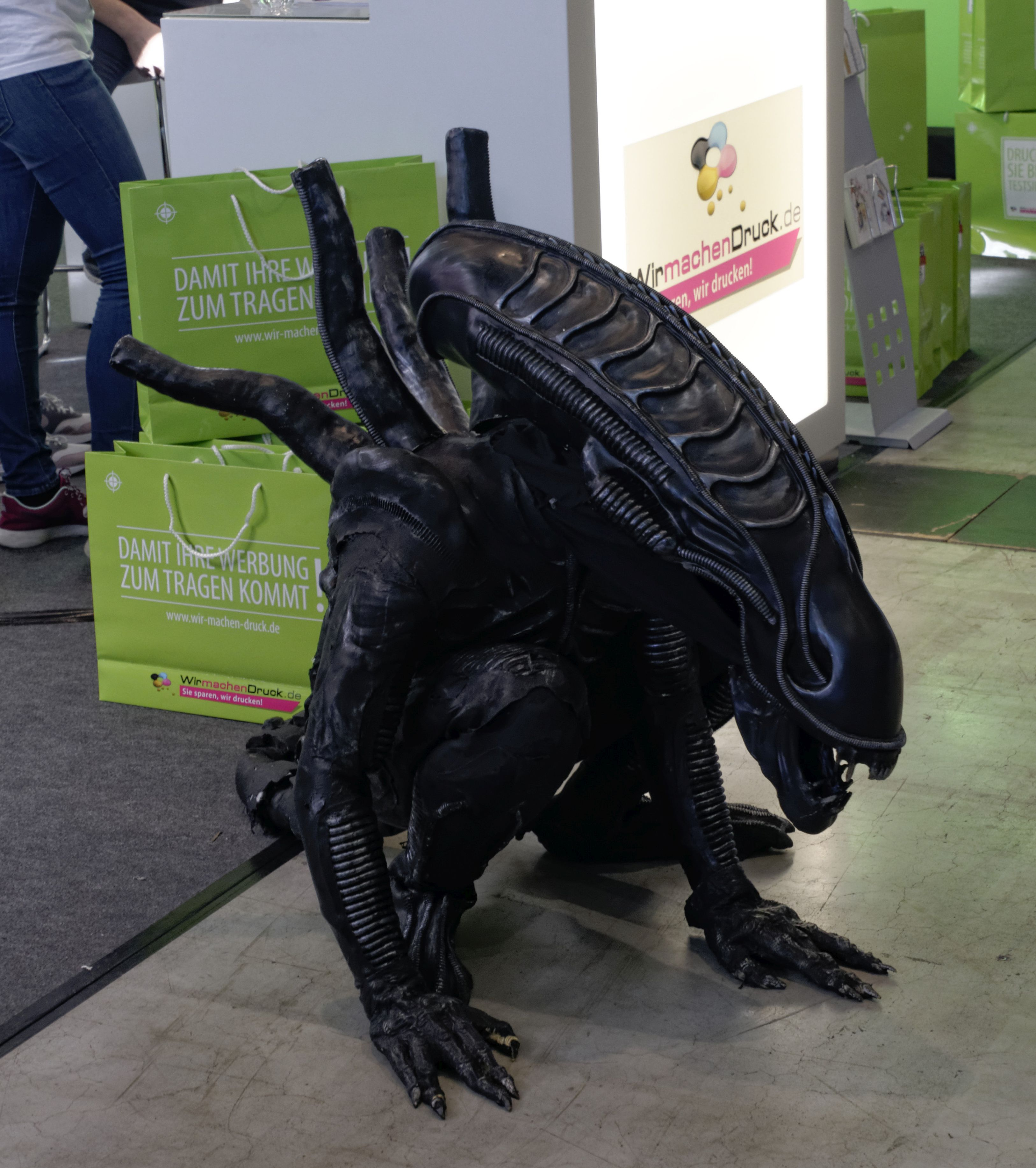
Cosplay du Xenomorphe de la franchise en 2018 au Comic Con d'Allemagne.

Bien que le film se concentre surtout sur les nouveaux personnages avec une action qui ne démarre vraiment qu'une fois le vaisseau en partance pour la station Renaissance, en réalité son lien avec la franchise est établi dès la première scène. En effet, les spectateurs assistent à une mystérieuse excavation dans l'espace de l'épave du Nostromo pour récupérer le Xénomorphe qui en a tué pratiquement tout l'équipage des années auparavant. Il s'avère que cette créature a été emmenée dans un avant-poste aujourd'hui abandonné, la station Renaissance, dont le personnel étudiait confidentiellement la créature. Puis, c'est la présence d'un androïde du nom de Rook à bord de la station qui renvoie totalement au tout premier film, l'androïde ayant le même visage que Ash (une réplique en CGI de Ian Holm, qui jouait l'androïde Ash dans le premier Alien est faite pour les besoins du film. Certains codes de la franchise sont également respectés au niveau des personnages principaux, comme notamment l'apparition d'un androïde en la personne d'Andy qui succède à Ash (Ian Holm dans Alien), Bishop (Lance Henriksen dans Aliens, le retour et Alien 3), Call (Winona Ryder dans Alien, la résurrection) et David (Michael Fassbender dans Prometheus et Alien: Covenant). L'insertion du personnage d'Andy dans Romulus permet de creuser plus en profondeur le fonctionnement de ces androïdes et d’explorer leurs possibilités de libre-arbitre. Par ailleurs, alors que les précédents films de la franchise mettaient en scène des personnages adultes, militaires ou encore baroudeurs, ce nouveau film a un casting de jeunes acteurs prêtant leurs traits aux personnages les plus jeunes de toute la franchise. Le réalisateur explique que les principaux personnages d'Alien: Romulus sont âgés d'une vingtaine d'années et aspirent à une vie meilleure, hors de leur colonie minière. Une thématique qui peut faire écho auprès d'une partie du public d'aujourd'hui à travers le monde. Selon le réalisateur, tout un chacun peut s'identifier à ces personnages. Dans ce contexte, le film explore les thématiques sociales de la lutte des classes et « l’asservissement des cols bleus », clin d'œil à ces thèmes récurrents au travers de films précédents tels qu'Alien, Aliens, le retour ou Prometheus. Sans cette continuité, un autre thème important est celui de la cupidité des entreprises et de la déshumanisation qui en découle. Le film dépeint l'implacable quête de profit de Weyland-Yutani au détriment de la vie humaine, une vision dystopique qui résonne avec la critique permanente du capitalisme et de l'industrialisation dans la franchise. Autre thème récurrent dans la franchise, la sexualité. Ici dans Alien: Romulus, elle se dépeint grâce à l’architecture même du vaisseau, ainsi qu’à travers les interactions entre les personnages et l’espace qui les entoure. Un premier tunnel, très étroit, s’ouvre par exemple à la manière d’un anus dilaté, tandis qu’un cargo se détache plus tard d’une station spatiale puis s’accroche à un autre véhicule pour évoquer une fécondation. Plus loin, alors que la gravité est rétablie à l’intérieur de l’épave, l’un des ouvriers chute et signale qu’il s’est cassé le coccyx. Et comme pour tout les films de la franchise, l’acte et le processus de reproduction impliquent le développement d’un corps étranger qui menace d’altérer celui de son hôte.
Le film introduit un nouveau composé modifié, le sérum, dérivé de l’ADN du Xénomorphe, qui rappelle la substance noire de Prometheus et Alien: Covenant, le but étant de collecter ce fluide qui représente l'essence du xénomorphe, déjà introduit dans Prometheus, et d'adapter l'espèce humaine, biologiquement faible, à la toxicité et aux dangers de l'espace, en exploitant l'extrême adaptabilité génétique du xénomorphe par la création d'hybrides humains-xéno capables de survivre à la myriade de dangers auxquels les voyages interstellaires et la colonisation exposent l'espèce humaine. Álvarez fait également un petit clin d'œil à l'un de ses autres films : le remake d'Evil Dead, sorti en 2013. Ce lien est fait lors des dernières séquences du film qui introduisent un monstre encore inconnu de la franchise Alien : « The Offspring ». Ce monstre, né du mélange entre l'ADN de l'embryon in utero de Kay et de la substance noire qu'elle ingère, apparait dans la dernière partie du long métrage, alors que de nombreux spectateurs pensent que le film est fini. Ce procédé est également utilisé à la fin d'Evil Dead lorsque l'Abomination sort de la terre pour s'en prendre au personnage de Mia alors que le public pense également que le film est terminé. Il s'agit d'un seul et même procédé qui consiste à prendre le public au dépourvu par un dernier retournement horrifique.

### Allusion à Rome

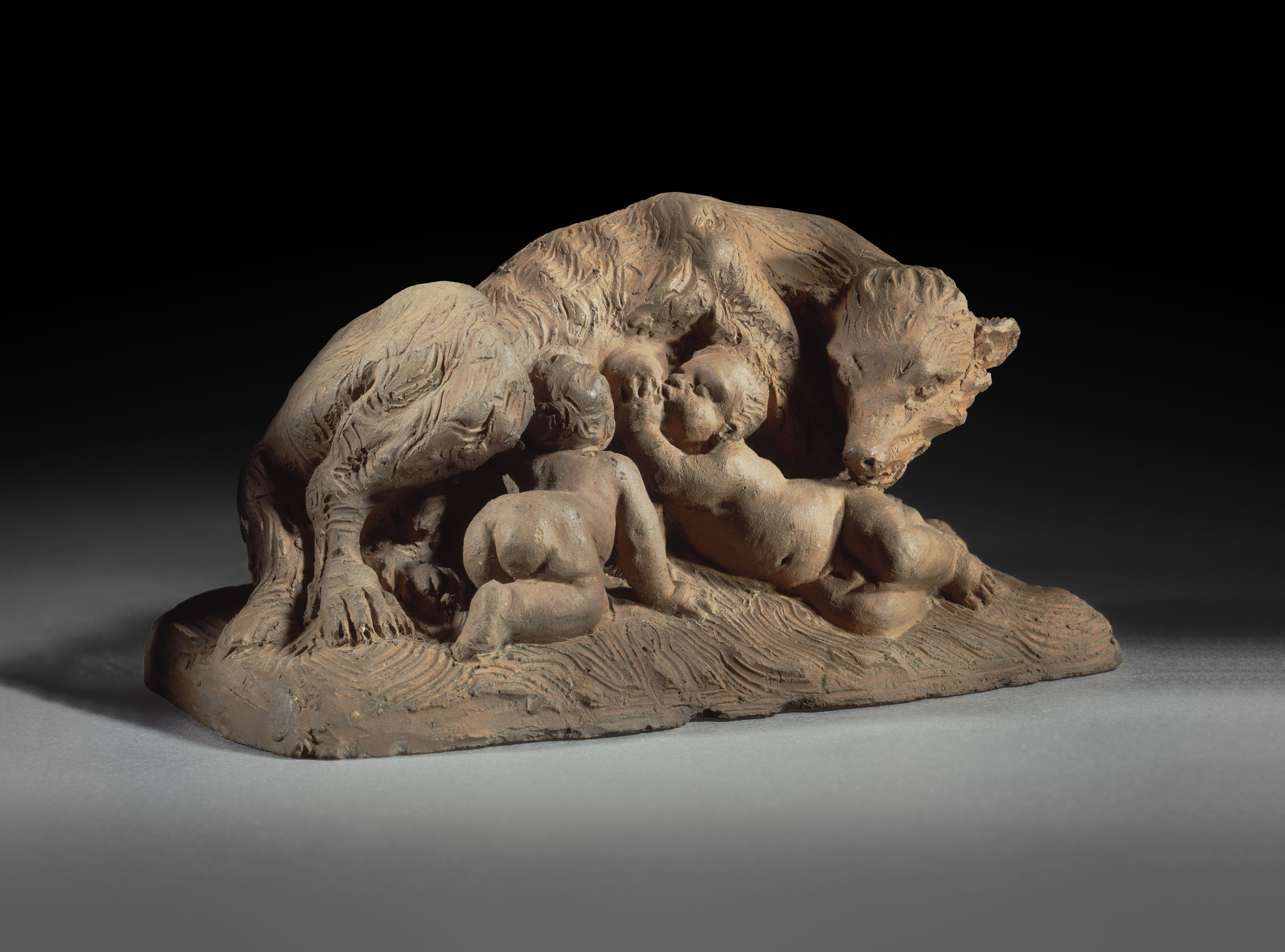
Illustration de la louve avec Romulus et Rémus.

Le titre du film, Alien: Romulus, n'est pas anodin et a été donné pour deux raisons qui partent d'une même base : celui du mythe de Romulus et Rémus qui sont les frères fondateurs de la cité de Rome. Tout d'abord, une bande de jeunes, qui sont prêts à tout pour quitter leur colonie minière, accoste un complexe scientifique décommissionné par la société Wayland-Yutani : l’infrastructure laissée à l’abandon en périphérie de leur planète possède deux laboratoires, « Remus » et « Romulus ». Ces deux noms sont directement tirés du mythe des jumeaux fondateurs de Rome : selon les différentes sources, une chose reste immuable, à savoir le fait qu'ils aient été recueillis par une louve. Mais les origines des bébés varient. Devenus adultes, les deux hommes se retrouvent et créent la cité de Rome, non sans débats houleux qui conduisent finalement au meurtre de Rémus par Romulus. Ainsi, au-delà du nom de la station scientifique, le titre d’Alien: Romulus possède une aura qui est beaucoup plus allégorique : le but des scientifiques à bord de la station est de nourrir l’humanité d’un gène étranger, surnommé « Prométhée » et capable de la faire grandir et lui permettre par la suite de créer les bases d’une nouvelle espèce plus prospère, tout comme les jumeaux qui ont été recueillis et nourris par la louve, car les colonies ont échoué à créer des lieux propices à la vie et les êtres humains n’évoluent pas assez rapidement pour avoir une chance de survivre en l’état.
Nous pouvons également faire le lien entre les jumeaux et Rain et Andy qui se considèrent comme frère et sœur malgré leurs différences, la première étant une humaine et le deuxième un androïde. Mais contrairement aux jumeaux romains qui se disputent quant à la localisation de Rome, Rain et Andy font le choix de prendre le risque d’aller ensemble dans le système Yvaga dans le final d’Alien: Romulus.

### Entre pouvoir et avidité d'une entreprise
La Weyland-Yutani Corporation, souvent appelée simplement « la Compagnie », est une force omniprésente dans la franchise Alien, représentant l'apogée du pouvoir d'une entreprise dystopique. Dans Alien: Romulus, cette entité est dépeinte comme une machine sans visage, omnipotente, qui considère ses travailleurs non pas comme des individus, mais comme des ressources consommables. Le traitement réservé par la compagnie aux mineurs de la colonie isolée est emblématique de l'exploitation générale de la main-d'œuvre. Ces travailleurs sont soumis à des conditions exténuantes, à de longues heures de travail et à un mépris total de leur sécurité et de leur bien-être.
La préoccupation première de la compagnie est l'extraction des ressources et la maximisation des profits, sans aucune considération pour le coût humain. Ce portrait met en évidence les effets déshumanisants de l'exploitation des entreprises, où les travailleurs sont dépouillés de leur individualité et réduits à de simples rouages d'une vaste machine axée sur le profit.

Avec Alien: Romulus, Fede Álvarez revient sur un thème central de la franchise Alien : l'exploitation et la déshumanisation des travailleurs par une entreprise sans visage et motivée par le profit. La Weyland-Yutani Corporation, antagoniste familier de l'univers d'Alien, apparaît une fois de plus comme une force malveillante, incarnant la logique impitoyable du capitalisme. Ce thème est intimement tissé dans le récit à travers la vie des mineurs, en particulier celle de Rain, qui sont pris au piège dans un cycle d'exploitation et de désespoir.

Logo de la compagnie Weyland-Yutani, la compagnie principale antagoniste de la franchise Alien.

Les mineurs d'Alien : Romulus représentent le niveau le plus bas de la classe ouvrière dans cet univers futuriste. Ce ne sont ni des scientifiques, ni des soldats, ni même des colons, mais des ouvriers engagés dans la tâche éreintante de terraformer des planètes hostiles. Le film souligne la dure réalité de leur existence, où ils sont censés endurer un labeur physique et émotionnel sans fin, avec peu d'espoir d'amélioration. Le rêve de Rain de s'échapper sur une planète ensoleillée, métaphore d'une vie meilleure, est sans cesse repoussé par les quotas toujours plus élevés de la compagnie. Ce report perpétuel de l'espoir reflète l'exploitation systémique des travailleurs, qui sont contraints de sacrifier leur bien-être aux marges bénéficiaires de l'entreprise. Les mineurs sont pris dans un cycle où les fruits de leur travail ne servent qu'à enrichir l'entreprise, les laissant dans un état de pauvreté et de désespoir perpétuels.
Le traitement des mineurs par la compagnie révèle une déshumanisation profonde inhérente aux structures capitalistes. Rain et ses collègues de travail ne sont pas considérés comme des individus ayant des rêves et des aspirations, mais comme des rouages inutiles d'une vaste machine axée sur le profit. Le représentant de la compagnie rejette les espoirs de Rain avec une indifférence bureaucratique, soulignant que ses aspirations sont secondaires par rapport aux objectifs financiers de la compagnie. Cette déshumanisation est encore accentuée par la volonté de la compagnie de sacrifier la vie des mineurs dans ses expériences en cours avec les Xénomorphes. Les travailleurs sont réduits à de simples instruments au service de l'entreprise, dépouillés de leur humanité et de leur autonomie. Le personnage d'Andy, un androïde, est un puissant symbole du contrôle exercé par l'entreprise sur ses employés. Initialement codé comme une figure neuro divergente, Andy est soumis à une « mise à niveau » qui menace d'écraser sa programmation originale, remplaçant sa nature empathique par des directives de l'entreprise. Cette transformation reflète l'influence déshumanisante de l'entreprise sur ses employés, qui sont contraints de supprimer leur individualité et leur humanité au profit de l'obéissance aux objectifs de l'entreprise. La représentation dans le film de la lutte d'Andy contre cette reprogrammation reflète le thème plus large de la résistance à la déshumanisation, puisque Rain choisit finalement de sauver Andy, symbolisant son rejet de l'emprise de la compagnie.
Si les Xénomorphes représentent la menace physique immédiate dans Alien: Romulus, le véritable méchant du récit est la cupidité de l'entreprise. La recherche incessante du profit aux dépens des vies humaines crée les conditions qui permettent aux Xénomorphes de prospérer. Le film suggère que la véritable horreur ne réside pas dans les créatures extraterrestres elles-mêmes, mais dans les systèmes humains qui permettent leur existence. En privilégiant le profit au détriment du bien-être de ses employés, la société ne met pas seulement ses employés en danger, elle libère également une force monstrueuse qui menace l'ensemble de l'humanité.

#### La lutte pour l'identité et l'autonomie
Le thème de l'identité et de l'autonomie est exploré de manière complexe à travers les interactions des personnages entre eux, avec l'entreprise et avec les xénomorphes. Le film montre comment les individus luttent pour conserver leur identité dans un monde où celle-ci est constamment menacée par des forces extérieures, qu'il s'agisse des machines déshumanisantes de l'entreprise ou de la menace existentielle que représentent les Xénomorphes. Ce thème trouve une résonance particulière dans les personnages de Rain et d'Andy, dont les parcours résument la lutte générale pour l'autonomie dans un environnement hostile et contrôlant. Le développement de Rain dans Alien: Romulus est une exploration poignante de la façon dont le poids écrasant de l'exploitation des entreprises érode l'identité personnelle. En tant que mineur travaillant dans les conditions oppressives imposées par la Weyland-Yutani Corporation, la vie de Rain est définie par la monotonie, l'épuisement et les rêves inassouvis. Son aspiration à un monde ensoleillé, un endroit où elle peut être libre, symbolise son désir de récupérer une identité qui a été subsumée par son rôle de simple ouvrière. Le contrôle rigide exercé par la compagnie sur les mineurs, qui dicte chaque aspect de leur existence, laisse peu de place à l'individualité ou à l'épanouissement personnel. La lutte de Rain pour affirmer son identité dans ce contexte est un conflit central du récit, qui met en lumière le thème plus large de la façon dont les systèmes oppressifs peuvent dépouiller les individus de leur autonomie et de leur identité.
Andy, l'androïde, incarne le thème de l'autonomie d'une manière particulièrement convaincante. Initialement dépeint comme un individu empathique et neuro divergente, l'identité d'Andy est menacée par la décision de la société de l'améliorer. Cette mise à niveau, qui vise à le rendre plus conforme aux objectifs de l'entreprise, est une atteinte directe à son autonomie et aux caractéristiques uniques qui le définissent. La tension entre la programmation originale d'Andy et la mise à niveau imposée reflète une lutte plus large pour l'autodétermination. La résistance d'Andy à ce processus de reprogrammation et la décision finale de Rain de protéger son identité d'origine soulignent l'importance de préserver l'autonomie individuelle face aux pressions extérieures qui cherchent à homogénéiser et à contrôler. Le combat d'Andy pour l'autonomie est un microcosme du conflit plus large du film, où les personnages se battent pour maintenir leur sens de l'identité dans un monde qui cherche à les réduire à de simples outils au service d'intérêts corporatifs. Le conflit principal dans Alien: Romulus est la bataille entre le contrôle des entreprises et l'autonomie personnelle. La Weyland-Yutani Corporation représente une force insidieuse qui cherche à subsumer les identités individuelles sous son vaste programme axé sur le profit. Les luttes de Rain et Andy contre cette force sont emblématiques d'une résistance plus large contre les effets déshumanisants du pouvoir des entreprises. La tentative de la compagnie de reprogrammer Andy et son exploitation des mineurs visent toutes deux à dépouiller les individus de leur autonomie, les réduisant à de simples instruments de la volonté de l'entreprise. Cependant, le film met également en évidence le potentiel de résistance et d'affirmation de l'identité personnelle face à un contrôle aussi écrasant. Le rejet ultime de l'autorité de la compagnie par Rain et sa décision de protéger l'autonomie d'Andy constituent de puissants actes de défi, affirmant la primauté de l'identité et de l'autonomie individuelles sur la domination de l'entreprise.
Le troisième thème d'Alien: Romulus est centré sur l'exploitation des entreprises et la déshumanisation du travail. Ce thème est profondément ancré dans la narration et le cadre du film, reflétant les réalités oppressantes auxquelles sont confrontés les personnages, en particulier les mineurs qui constituent l'épine dorsale de l'histoire. En décrivant l'implacable quête de profit de la Weyland-Yutani Corporation au détriment de la dignité et du bien-être de l'homme, le film offre une critique cinglante de la cupidité des entreprises et de ses effets déshumanisants.

#### L'érosion de la dignité humaine, force et résilience
L'un des aspects les plus frappants du thème de l'exploitation des entreprises dans Alien: Romulus est la marchandisation de la vie humaine. Les mineurs sont traités comme des actifs dont la valeur est mesurée uniquement par leur productivité. Cet aspect est illustré dans le film par la description des conditions de travail difficiles sur la colonie minière, où les travailleurs sont constamment poussés à leurs limites physiques et mentales. L'attitude de la compagnie à l'égard des mineurs est celle d'une froide indifférence, comme en témoigne sa volonté de sacrifier des vies pour atteindre ses objectifs. Cette marchandisation est encore illustrée par l'approche de la compagnie à l'égard d'Andy, l'androïde. Bien qu'il ne soit pas humain, il est traité comme une propriété, son identité et son autonomie pouvant être modifiées ou effacées à la discrétion de la compagnie. Ce traitement de la vie humaine et synthétique comme des marchandises souligne la critique du film sur la façon dont l'exploitation des entreprises dévalorise l'existence humaine, réduisant les individus à de simples unités économiques. La déshumanisation du travail dans Alien: Romulus n'est pas seulement un phénomène physique, mais aussi psychologique. Les horaires de travail exténuants des mineurs, associés à la menace constante de la mort - que ce soit à cause des conditions d'exploitation dangereuses ou des Xénomorphes - créent un environnement où la dignité humaine est systématiquement érodée. Les personnages sont dépeints comme étant piégés dans un cycle d'exploitation, avec peu d'espoir de s'échapper ou d'améliorer leur situation. Le personnage de Rain, en particulier, incarne cette lutte. Ses rêves d'une vie meilleure et son aspiration à un monde ensoleillé représentent un désir profond de retrouver sa dignité et son humanité perdues. L'environnement oppressant de la colonie minière est une métaphore puissante de la manière dont l'exploitation des entreprises dépouille les individus de leur sens de la valeur personnelle, les réduisant à de simples outils dans un système plus vaste et insensible.
Malgré le pouvoir écrasant de la Weyland-Yutani Corporation, Alien: Romulus explore également le thème de la résistance à l'exploitation des entreprises. La lutte des personnages pour survivre face à la menace des Xénomorphes et à l'indifférence de la société est une forme de résistance contre les forces déshumanisantes qui s'opposent à eux. L'évolution de Rain, d'une travailleuse désabusée à une survivante déterminée, symbolise le potentiel de reconquête de l'humanité et de la dignité face à l'exploitation. Sa décision de protéger Andy et de résister aux tentatives de la compagnie de le reprogrammer représente un défi plus large contre la marchandisation de la vie. Cette résistance, bien que pleine de dangers et d'incertitudes, offre une lueur d'espoir dans le paysage autrement sombre de la domination des entreprises. Son arc narratif qui rappelle subtilement celui d'Ellen Ripley dans les premiers films de la franchise. Nous assistons à la transformation de Rain en une combattante intrépide, montrant une prise de pouvoir progressive plutôt qu'une invincibilité immédiate. Avec son rythme progressif et cohérent, Alien: Romulus explore le thème de la résilience et de la force non découverte tout en ajoutant de la profondeur et un développement de personnage convaincant à son protagoniste. Cela s'équilibre parfaitement avec l'humanité synthétique du personnage androïde de David Jonsson, Andy, qui fournit une tension émotionnelle en invoquant un sentiment de frustration et d'investissement de la part du public.
À l'instar du premier volet, dépourvu de toute quête romantique, le film remet également en question le rôle traditionnel des femmes dans les survival horror. Le personnage de Rain évolue d'un lieu de vulnérabilité à l'héroïsme, défiant les tropes qui réduisent souvent ces personnages principaux à des arcs prévisibles ou à des rôles de soutien. Ce cadre résonne dans des discussions plus larges sur le rôle des femmes dans la remise en question des systèmes oppressifs, au cœur des mouvements prônant l'égalité des sexes. Le défi de Rain face aux menaces xénomorphes et à la méchanceté de l'entreprise reflète facilement les luttes réelles des femmes contre les structures patriarcales, que ce soit dans les cercles sociaux, les lieux de travail, la politique ou d'autres sphères sociétales, comparables à la culture machiste de la vallée du Rio Grande. Le film sert également de commentaire social sur l'exploitation systémique, en établissant des parallèles entre la cupidité de Weyland-Yutani et des problèmes réels tels que la destruction de l'environnement et le mépris total de la qualité de la vie humaine. Ces problèmes ne sont que trop familiers dans les régions de Boca Chica Beach et de Brownsville, avec l'empiètement de SpaceX et de Rio Grande LNG, ainsi que dans d'autres régions de la vallée du Rio Grande où les paysages naturels sont déracinés au profit de plazas, de stations de lavage de voitures et de l'étalement urbain.

### L'isolation et le rôle des xénomorphes
Le quatrième thème d'Alien: Romulus est le profond sentiment d'isolement qui imprègne le film et la lutte incessante des personnages pour leur survie. Ce thème est un élément central de la franchise Alien, où l'isolement physique et psychologique des personnages amplifie l'horreur et la tension. Dans ce film, l'isolement n'est pas seulement une toile de fond, mais une force motrice qui façonne les actions, les relations et le destin ultime des personnages.

Le cadre d'Alien: Romulus, une colonie minière isolée dans les confins de l'espace, souligne l'isolement physique des personnages. La colonie est décrite comme un environnement rude et désolé, coupé du reste de la civilisation humaine par de vastes distances. Le paysage inhospitalier, avec ses tunnels sans fin et son obscurité oppressante, rappelle constamment l'isolement des personnages. Cette séparation physique du monde extérieur est exacerbée par l'absence de communication et le sentiment que l'aide est impossible à obtenir. La colonie minière, avec ses espaces claustrophobes et ses couloirs labyrinthiques, devient une prison où les personnages sont pris au piège d'une horreur inimaginable tapie dans l'ombre. Cet isolement renforce le sentiment de vulnérabilité et le besoin désespéré de survie, car les personnages réalisent qu'ils sont seuls dans leur lutte contre les Xénomorphes et les forces indifférentes de la Weyland-Yutani Corporation. 

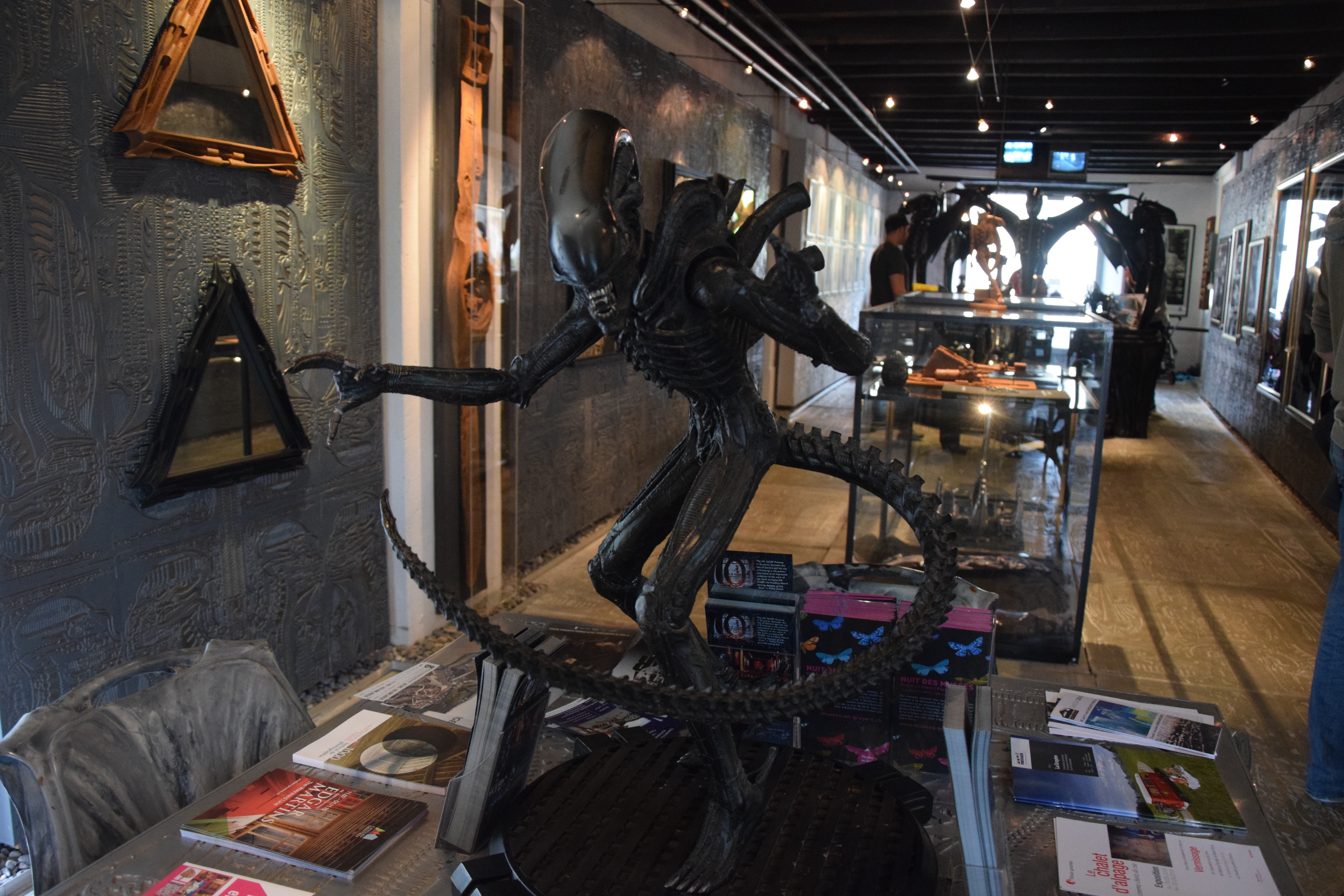
Une statue représentant un xénomorphe.

Au-delà de l'isolement physique, le film s'intéresse à l'isolement psychologique vécu par les personnages. Les mineurs, déjà isolés par leur éloignement, sont encore plus aliénés par leur travail éreintant et l'environnement oppressant de la colonie. L'absence de liens significatifs et la pression constante exercée sur eux pour qu'ils soient performants dans des conditions difficiles entraînent un profond sentiment de solitude et de désespoir. Rain, la protagoniste du film, incarne cet isolement psychologique. Son désir d'un monde au-delà de la colonie minière et ses rêves de soleil reflètent une aspiration profonde à la connexion et à l'évasion des conditions déshumanisantes de sa vie. La présence des Xénomorphes intensifie cet isolement psychologique, car les personnages sont obligés d'affronter leurs peurs seuls, la confiance en autrui devenant de plus en plus fragile. Le film explore la façon dont cet isolement érode la résistance mentale des personnages, les poussant au bord du gouffre alors qu'ils luttent pour rester sains d'esprit face à des obstacles insurmontables.
Au fur et à mesure que les personnages font face à la menace des xénomorphes, la tension entre la solidarité et l'instinct de conservation devient un thème central. L'isolement oblige les personnages à faire des choix difficiles, opposant souvent leur instinct de survie à leur sens de la solidarité avec les autres. Dans l'environnement impitoyable de la colonie minière, la confiance est une denrée rare, et les personnages sont constamment confrontés au dilemme de savoir s'ils doivent s'unir ou donner la priorité à leur propre survie. Cette tension est illustrée par les interactions entre Rain et les autres mineurs. Bien qu'il y ait un sentiment sous-jacent de camaraderie né des difficultés partagées, la présence des Xénomorphes et l'exploitation de l'entreprise par Weyland-Yutani mettent ces liens à rude épreuve. Le film pose des questions difficiles sur la nature de la survie : Est-il possible de conserver son humanité et son sens de la communauté dans des circonstances aussi terribles, ou bien la survie exige t'elle en fin de compte un individualisme impitoyable ?
Les xénomorphes, en tant qu'antagonistes principaux, jouent un rôle crucial dans l'amplification du thème de l'isolement. Ces créatures ne sont pas seulement des menaces physiques ; elles incarnent l'inconnu et l'inconnaissable, intensifiant le sentiment d'aliénation des personnages. La capacité des xénomorphes à se cacher dans l'ombre et à frapper sans prévenir exacerbe l'isolement des personnages, qui sont contraints de naviguer dans un environnement hostile où la mort peut survenir à tout moment. La présence de ces créatures crée une atmosphère de peur et de méfiance omniprésentes, où les personnages ne peuvent pas compter sur le nombre. Chaque rencontre avec un xénomorphe renforce le sentiment des personnages d'être traqués et seuls, leur faisant prendre conscience qu'ils sont complètement isolés dans l'immensité d'un univers indifférent. Les xénomorphes deviennent ainsi le symbole de l'isolement existentiel ultime : la prise de conscience que, dans l'ordre des choses, les personnages sont insignifiants et seuls, et qu'ils ne peuvent compter que sur eux-mêmes.

### Dilemmes éthiques
Un autre thème d'Alien: Romulus explore l'influence omniprésente de l'exploitation des entreprises et les dilemmes éthiques qui surgissent face à la cupidité et à la déshumanisation. La franchise Alien a toujours critiqué le rôle des grandes entreprises, en particulier la Weyland-Yutani, dont la recherche du profit se fait souvent au détriment de vies humaines et de considérations éthiques. Alien: Romulus poursuit cette tradition, en utilisant la colonie minière comme un microcosme de la malfaisance plus large des entreprises et en explorant comment ces forces influencent les décisions et la boussole morale des personnages.
La Weyland-Yutani est dépeinte comme une entité monolithique guidée par une seule et unique priorité : le profit et l'acquisition de ressources. La lointaine colonie minière est un atout essentiel pour la société, où les travailleurs humains sont considérés comme des outils remplaçables dans la poursuite de l'extraction de minéraux précieux. Le film met en évidence le mépris insensible de la société pour le bien-être de ses employés, qui sont soumis à des conditions de travail exténuantes avec un minimum de surveillance ou de souci de la sécurité. Cette exploitation est dépeinte en des termes saisissants, la vie des mineurs étant constamment menacée en raison de mesures de sécurité inadéquates et de la volonté de la société de rogner sur les coûts pour maximiser ses profits.

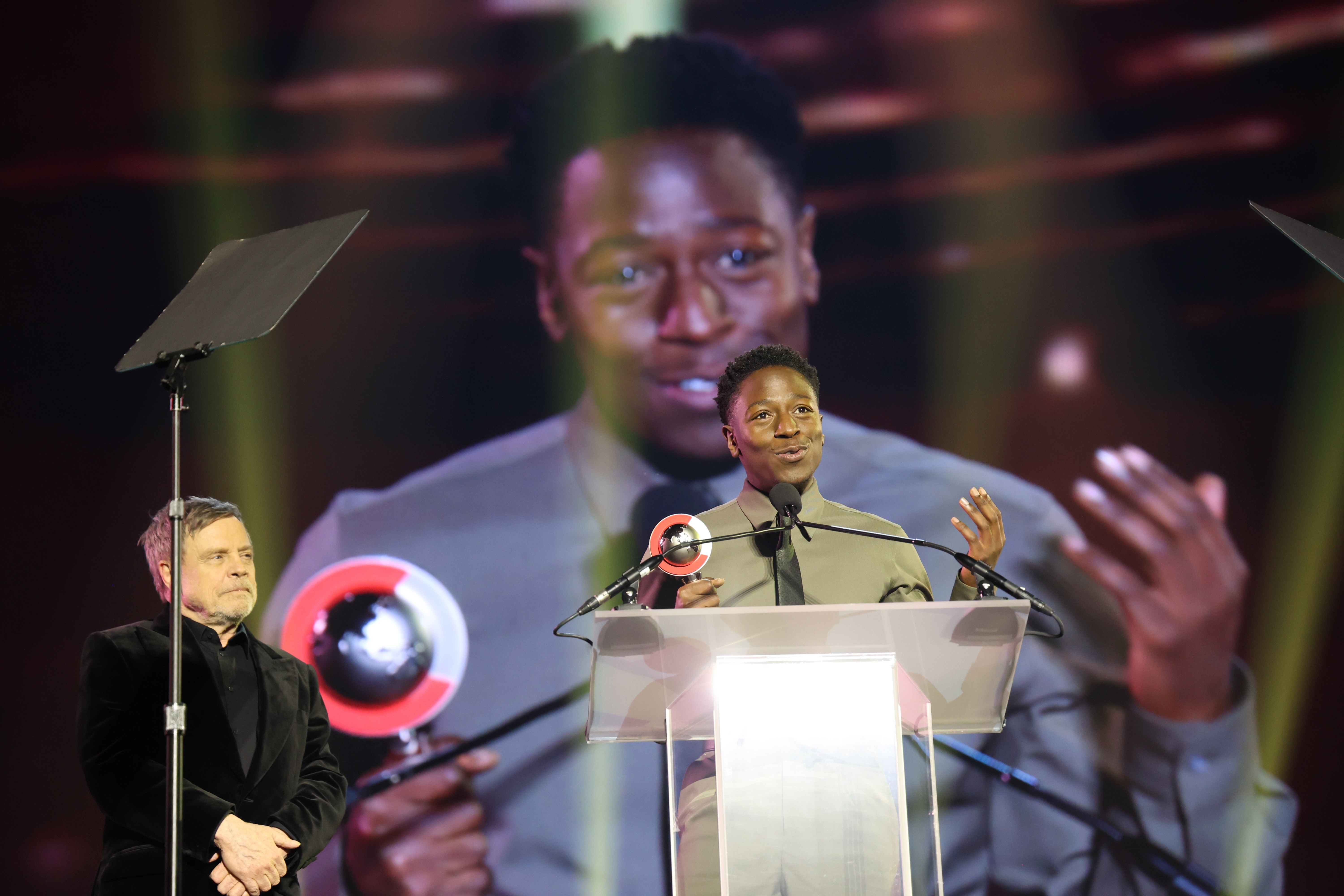
David Jonsson, au CinemaCon en 2025, interprète le rôle de l'androïde Andy.

L'arrivée des xénomorphes sur la colonie est d'abord considérée comme une catastrophe potentielle par les mineurs, mais pour Weyland-Yutani, elle représente une nouvelle opportunité d'exploitation, cette fois-ci pour exploiter les xénomorphes comme armes biologiques, quel qu'en soit le coût humain. Ce calcul froid de la part de la société pose les bases des dilemmes éthiques auxquels les personnages seront confrontés tout au long du film. Le thème de l'exploitation des entreprises est étroitement lié à la déshumanisation des travailleurs de la colonie. Les mineurs sont représentés comme de simples rouages d'une vaste machine d'entreprise, valorisés uniquement pour leur travail et licenciés lorsqu'ils ne sont plus utiles. Cette déshumanisation se reflète dans les conditions de travail de la colonie, où les mineurs sont soumis à des quarts de travail épuisants, à des tâches dangereuses et à peu ou pas de soutien médical ou psychologique. L'indifférence de la société à leur sort est soulignée par sa volonté de les laisser dans un environnement hostile lorsque la situation avec les xénomorphes devient incontrôlable. La vie des mineurs est considérée comme négligeable, une dure réalité qui les oblige à se confronter à leur propre valeur aux yeux de la société. Cette déshumanisation n'est pas seulement une toile de fond, mais un élément central de l'histoire, influençant les actions des personnages et les choix éthiques qu'ils doivent faire. Alors qu'ils se rendent compte qu'ils ne sont guère plus que des actifs jetables pour Weyland-Yutani, les mineurs sont poussés à redéfinir leur propre humanité en opposition à l'exploitation de la société.
Le rôle et la liberté d'action d'Andy représente une autre facette des dilemmes éthiques découlant de l'exploitation des entreprises. Créé par Weyland-Yutani, Andy est programmé pour servir les intérêts de l'entreprise, mais tout au long du film, il est aux prises avec son propre sens de la liberté d'action et de la responsabilité morale. Le personnage d'Andy est au cœur de l'exploration de ce que signifie être humain dans un monde dominé par les intérêts des entreprises. Son existence brouille les frontières entre l'homme et la machine, et sa lutte pour affirmer sa propre liberté morale met en évidence les complexités éthiques de l'intelligence artificielle au sein de la hiérarchie de l'entreprise. Les interactions d'Andy avec Rain et les autres mineurs remettent en question sa programmation et le forcent à affronter l'exploitation de l'entreprise d'un point de vue unique. Ses décisions tout au long du film, en particulier dans les moments de crise, soulèvent de profondes questions sur l'autonomie, la loyauté et la possibilité d'une action éthique au sein d'un système conçu pour la supprimer. L'arc narratif d'Andy sert de critique des moyens par lesquels des entreprises comme Weyland-Yutani cherchent à contrôler non seulement des vies humaines, mais aussi l'essence même de l'identité et de l'action. La volonté de l'entreprise de sacrifier des vies humaines pour extraire de la valeur des xénomorphes se retourne contre elle, entraînant la mort et la destruction généralisées de la colonie. Ce résultat sert d'avertissement sévère sur les dangers d'un pouvoir d'entreprise incontrôlé et le vide éthique qui peut résulter de la priorité accordée au profit sur la vie humaine. Le film utilise ces conséquences pour critiquer les implications plus larges de l'exploitation des entreprises, suggérant qu'une telle cupidité mène inévitablement à la ruine, non seulement pour les individus directement impliqués, mais aussi pour la société dans son ensemble. Les luttes des personnages contre l'exploitation de l'entreprise prennent ainsi une signification plus large, car elles deviennent emblématiques du combat plus large contre les systèmes déshumanisants qui font passer le profit avant les personnes. Un film aux thèmes similaires est Elysium.

### Une nouvelle approche de la sexualité
(juin 2025).

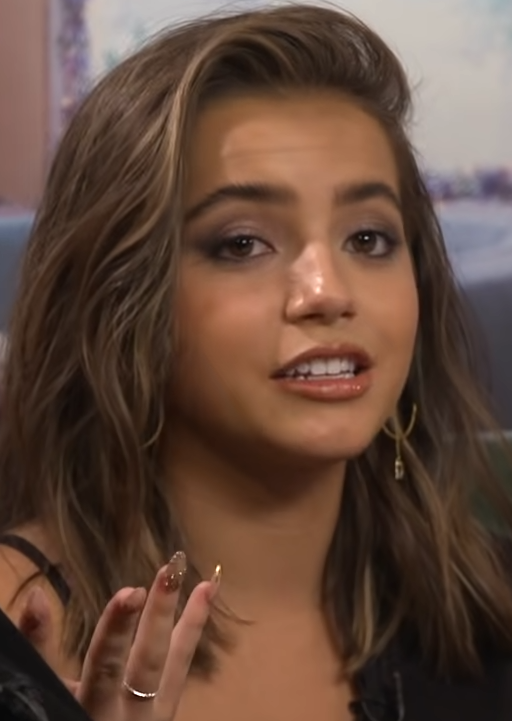
Isabela Merced interprète le rôle de la jeune Kay, enceinte dans le récit dAlien: Romulus.

Les films de la franchise explorent essentiellement les thèmes des créateurs qui veulent détruire ce qu'ils ont créé et des créations qui cherchent à anéantir leur créateur. Mais dans le cas de Kay, une exploratrice, elle n'a pas été mise enceinte de force. Elle était enceinte avant d'arriver, et c'est elle qui s'est volontairement injectée la substance noire. Et pourtant, nous, en tant que spectateurs, respectons toujours sa décision de rejeter sa création, et nous avons de l'empathie à sa mort lorsque le bébé la tue pour l'avoir fait.
Dans Alien: Romulus, on apprend qu'une jeune exploratrice nommée Kay est en début de grossesse , ce qui complique les choses lorsqu'elle est capturée par un xénomorphe et grièvement blessée. L'équipe a précédemment acquis une souche synthétisée de la substance noir (la même que celle présentée dans Prometheus), censée aider à régénérer ou à créer la vie. Pensant que cela l'aidera à survivre, Kay s'injecte le sérum, ce qui accélère sa grossesse et fait muter l'ADN de son bébé à naître avec celui de la substance xénomorphe. Cette femme, qui était auparavant si excitée à l'idée de devenir mère, est maintenant horrifiée par ce qu'elle a développé. Son accouchement est douloureux et sanglant et elle crie à son amie Rain de l'éloigner d'elle. Rain déchire le cordon ombilical à mains nues et retire l'œuf/la cosse qu'elle a mis au monde. À sa naissance, le sang acide du xénomorphe s'échappe de la cosse, rongeant le plancher du vaisseau, mais non sans révéler un bébé hybride extraterrestre humanoïde. Kay commence à remarquer de la substance visqueuse noire sortir de sa poitrine, la nourriture dont sa progéniture a besoin. La créature grandit rapidement jusqu'à atteindre une taille gigantesque, arborant des traits masculins mais une vulve plate à l'avant de sa forme, ressemblant aux Ingénieurs de Prometheus, mais clairement liée à sa mère. Il tente de se nourrir de sa mère, mais après qu'elle l'ai rejeté, morte de peur, le monstre se met en colère et la dévore à la place.
Dans un certain sens, le film rappel au public que la décision d'interrompre une grossesse doit appartenir à la personne qui porte l'enfant, quelle que soit la façon dont elle en est arrivée là, et que punir quelqu'un pour sa décision est une tragédie.

## Distinctions

### Récompenses
- 2025 : Saturn Awards : Meilleur film d'horreur pour Alien: Romulus.
- 2025 : Visual Effect Society : Modèle exceptionnel dans un projet photographique ou animé pour Waldemar Bartkowiak, Trevor Wide, Matt Middleton, Ben Shearman (pour "Renaissance Space Station" )

### Nominations
- 2024 : Astra Midseason Movie Awards : Film le plus attendu pour Alien: Romulus.
- 2024 : Hollywood Professional Association Awards :
  - Meilleurs effets visuels – Long métrage pour Ale Melendez, Steven Denyer, Sebastian Ravagnani, Nicolas Caillier, et Nelson Sepúlveda.
  - Meilleur son - Long métrage pour David V. Butler, Mark Paterson, Polly McKinnon, Chris Terhune, Will Files, and Lee Gilmore.

- 2024 : Astra Film and Creative Arts Awards : Meilleur film d'horreur ou thriller pour Alien: Romulus.
- 2024 : San Diego Film Critics Society : 
  - Meilleur design sonore pour Alien: Romulus.
  - Meilleurs effets visuels pour Alien: Romulus.
  - Meilleure chorégraphie de cascade pour Alien: Romulus.
- 2024 : St. Louis Film Critics Association : Meilleurs effets visuels pour Eric Barba, Shane Mahan, and Nelson Sepulveda
- 2025 : Alliance of Women Film Journalists : Meilleure performance de cascade pour Cailee Spaeny.
- 2025 : Golden Globes : réalisation cinématographique et succès au box-office pour Alien: Romulus.
- 2025 : Saturn Awards :
  - Meilleure réalisation pour Fede Álvarez.
  - Meilleur acteur dans un second rôle pour David Jonsson.
  - Meilleure actrice dans un second rôle pour Cailee Spaeny.
  - Meilleurs décors pour Naaman Marshall.
  - Meilleur maquillage pour Pam Smyth.
  - Meilleurs effets spéciaux pour Eric Barba, Nelson Sepulveda-Fauser, Daniel Macarin, et Shane Mahan.
- 2025 : Set Decorators Society of America : Meilleure réalisation en matière de décor ou de design d'un long métrage de science-fiction ou de fantastique pour Zsuzsanna Sipos, Naaman Marshall.
- 2025 : Australian Academy of Cinema and Television Arts Awards : Meilleurs effets visuels ou animation pour Nelson Sepulveda-Fauser, Jhon Alvarado, Alé Melendez, Sebastian Ravagnani, and Nicolas Caillier.
- 2025 : Motion Picture Sound Editors :
  - Meilleure réalisation dans le domaine du montage sonore - dialogue et ADR pour un long métrage pour Will Files, Lee Gilmore, Matt "Smokey" Cloud, Polly McKinnon, David Butler, Ryan Cole, Jacob Riehle et Ailene Roberts.
  - Meilleure réalisation dans le domaine du montage sonore - effets sonores et bruitages pour un long métrage pour Will Files, Lee Gilmore, Chris Terhune, Luis Galdames, Dan Kenyon, Ken McGill, James Miller, Matt "Smokey" Cloud, Steve Neal, Samuel Munoz, Lyndsey Schenk, Jacob McNaughton et Noel Vought.
- 2025 : Oscars du cinéma : Meilleurs effets visuels pour Eric Barba, Nelson Sepulveda-Fauser, Daniel Macarin et Shane Mahan.

## Exploitation

### Impact et postérité
Après sa sortie le 16 août 2024, le succès du film stimule à nouveau les joueurs du jeu vidéo Alien: Isolation sur Steam avec un pic de 1 790 joueurs simultanés au cours du week-end, soit le nombre le plus élevé que le titre ait connu depuis plus de quatre ans.
Avec la sortie réussie de Alien: Romulus, la société 20th Century Studios réalise un quatrième succès consécutifs. En effet, Disney distribue en mai 2024 La Planète des singes : Le Nouveau Royaume, un film qui coûte environ 160 millions de dollars et en récolte près de 400 dans le monde entier. Puis, c'est Vice-versa 2 des studios Pixar qui arrive en juin et rapporte 1,6 milliard de dollars dans le monde. En juillet, Deadpool & Wolverine établi le record du plus grand démarrage de l'histoire d'Hollywood pour les films classés « R » et vend 1,1 milliard de dollars de billets.
Une bande dessinée préquelle, faisant le pont entre les événements d'Alien et de Romulus, écrite par Zac Thompson et dessinée par Daniel Picciotto, est publiée par Marvel Comics en octobre 2024. Ce one-shot explore les événements qui se sont déroulés sur la station spatiale Renaissance, fournissant un contexte à la rencontre extraterrestre à laquelle Rain, Andy et leurs amis ont été confrontés à bord du vaisseau spatial détérioré,.

### Éditions en vidéo
Alien: Romulus sort en téléchargement numérique le 15 octobre 2024, puis en Blu-ray Ultra HD, Blu-ray et DVD le 3 décembre, par Sony Pictures Home Entertainment. Il comprend des scènes supprimées et des courts métrages sur les coulisses du tournage. Le film fait également l'objet d'une sortie limitée en VHS à la même date, ce qui en fait le premier volet de la série à bénéficier d'une sortie officielle sur ce support depuis Alien vs. Predator (2004), ainsi que le premier grand film hollywoodien à le faire depuis 2006.
Le film se classe n° 7 sur iTunes et n° 5 sur Fandango at Home pour la semaine se terminant le 28 octobre 2024. Alien: Romulus conserve sa position de n° 1 à la fois sur le classement des ventes de NPD Group, qui suit les ventes combinées de DVD et de disques Blu-ray, et sur le classement dédié aux ventes de disques Blu-ray pour la semaine se terminant le 14 décembre 2024. Il est également resté n° 1 du classement des disques 4K. Le film devient ensuite le titre sur support physique le plus vendu en décembre 2024, selon le NPD Group. Il passe deux semaines à la première place après sa sortie le 3 décembre 2024. Le film domine également le classement des disques 4K et conserve la première place du classement combiné des ventes de DVD et de Blu-ray.
La Nielsen Media Research, qui enregistre l'audience en streaming sur les écrans de télévision américains, estime qu'Alien: Romulus a été regardé pendant 325 millions de minutes du 18 au 24 novembre 2024,. L'agrégateur de streaming Reelgood, qui suit en temps réel les données de 20 millions d'utilisateurs américains pour les contenus originaux et acquis sur les services SVOD et AVOD, indique qu'Alien: Romulus était le troisième programme le plus diffusé en streaming du 21 au 27 novembre 2024.

## Suite potentielle
Álvarez déclare à Brian Davids de The Hollywood Reporter qu'il a des idées en tête pour une suite de Romulus, mais qu'il ne veut pas se précipiter, évoquant l'écart de sept ans entre les deux premiers films : « Nous essayons vraiment d'y réfléchir davantage en termes d'histoire et de savoir si le film a besoin d'un autre chapitre et si les gens veulent savoir ce qui se passe ensuite. Nous allons donc attendre de voir ce que les gens en pensent et s'ils le demandent. Ma philosophie est qu'il ne faut jamais faire [une suite] en deux ans. Il faut prendre du recul. Il faut que le public en ait vraiment envie. Si vous pensez à Alien et Aliens, il y a sept ans d'écart entre les deux. Mais nous avons certainement des idées sur la direction à prendre. »
Álvarez déclare également qu'il est ouvert à la réalisation d'un troisième film Alien vs. Predator, proposant à Melanie Brooks et Anthony D'Alessandro de Deadline Hollywood qu'il aimerait le réaliser avec Dan Trachtenberg, le réalisateur des films Prey (2022) et Predator: Badlands (2025) : « Peut-être que c'est quelque chose que je dois co-réaliser avec mon pote Dan. Peut-être devrions-nous faire comme [Quentin] Tarantino et Robert Rodriguez l'ont fait avec [From] Dusk till Dawn. Je réaliserai une moitié, et il en réalisera une autre. »
En octobre 2024, Steve Asbell, président de 20th Century Studios, a déclaré : « Nous travaillons actuellement sur une idée de suite. Nous n'avons pas encore tout à fait conclu notre accord avec Fede [Alvarez], mais nous allons le faire, et il a une idée sur laquelle nous travaillons. » En février 2025, Álvarez confirme qu'il est en train d'écrire le scénario d'une suite, déclarant que ce serait le prochain projet sur lequel il commencerait la production, et que le tournage principal était provisoirement prévu pour plus tard dans l'année.

### Bases de données et dictionnaires
- Ressources relatives à l'audiovisuel :   - AllMovie
  - Allociné
  - Centre national du cinéma et de l'image animée
  - IMDb
  - LUMIERE
  - OFDb
  - Rotten Tomatoes
  - The Movie Database
- Ressource relative à plusieurs domaines :   - Metacritic
- Notices d'autorité :   - LCCN